# 16. Oktober
Der 16. Oktober ist der 289. Tag des gregorianischen Kalenders (der 290. in Schaltjahren), somit bleiben 76 Tage bis zum Jahresende.

## Ereignisse

### Politik und Weltgeschehen
- 0456: Ricimer, der Magister militum des weströmischen Heeres, besiegt Kaiser Avitus bei Piacenza und zwingt ihn zur Abdankung.
- 0955: In der Schlacht an der Raxa setzt sich Otto der Große gegen die slawischen Abodriten durch.
- 1384: Die elfjährige Hedwig von Anjou wird zur Königin von Polen gekrönt.
- 1756: Die sächsische Armee unter Graf Friedrich August Rutowski ist gezwungen, sich nach der Belagerung bei Pirna im Siebenjährigen Krieg den preußischen Truppen zu ergeben.
- 1757: Mit dem sogenannten Berliner Husarenstreich wird die preußische Hauptstadt im Siebenjährigen Krieg durch den österreichischen Husaren Andreas Hadik von Futak für einen Tag erobert.
- 1775: Portland im heutigen US-Bundesstaat Maine wird im Amerikanischen Unabhängigkeitskrieg von den Briten in Brand gesteckt.

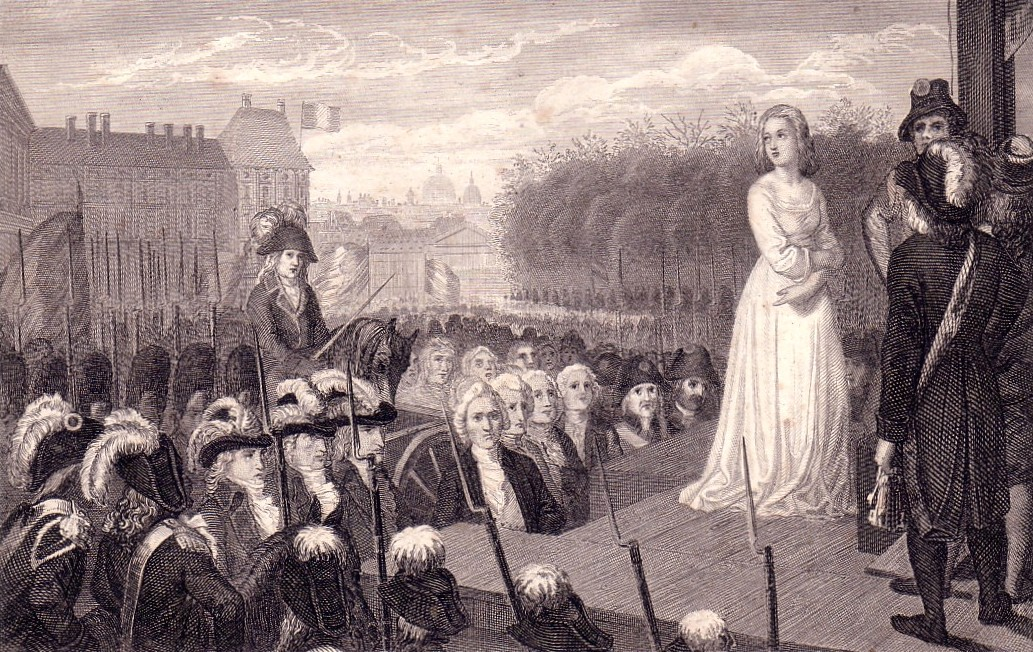
1793: Hinrichtung von Marie-Antoinette

- 1793: Französische Revolution: Die am Vortag zum Tode verurteilte Marie-Antoinette wird öffentlich mit der Guillotine enthauptet.
- 1793: Der Sieg der französischen Revolutionsarmee in der Schlacht bei Wattignies im Ersten Koalitionskrieg zwingt den kaiserlichen Befehlshaber Friedrich Josias von Sachsen-Coburg-Saalfeld zum Abbruch der Belagerung von Maubeuge und zum Rückzug mit der Reichsarmee in die Österreichischen Niederlande.
- 1806: Die zu Preußen gehörende Stadt Erfurt kapituliert nach der Schlacht bei Jena und Auerstedt gegenüber den Franzosen und wird bis 1814 von ihnen regiert.

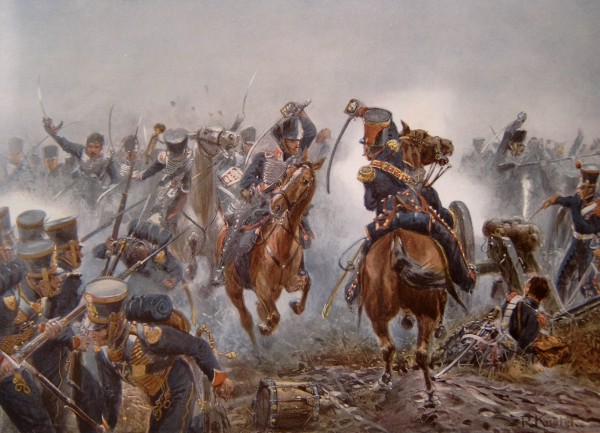
1813: Völkerschlacht bei Leipzig

- 1813: Die Völkerschlacht bei Leipzig, die entscheidende Schlacht der Befreiungskriege zwischen den Franzosen unter Napoleon Bonaparte und den verbündeten Österreichern, Russen, Preußen und Schweden, beginnt.

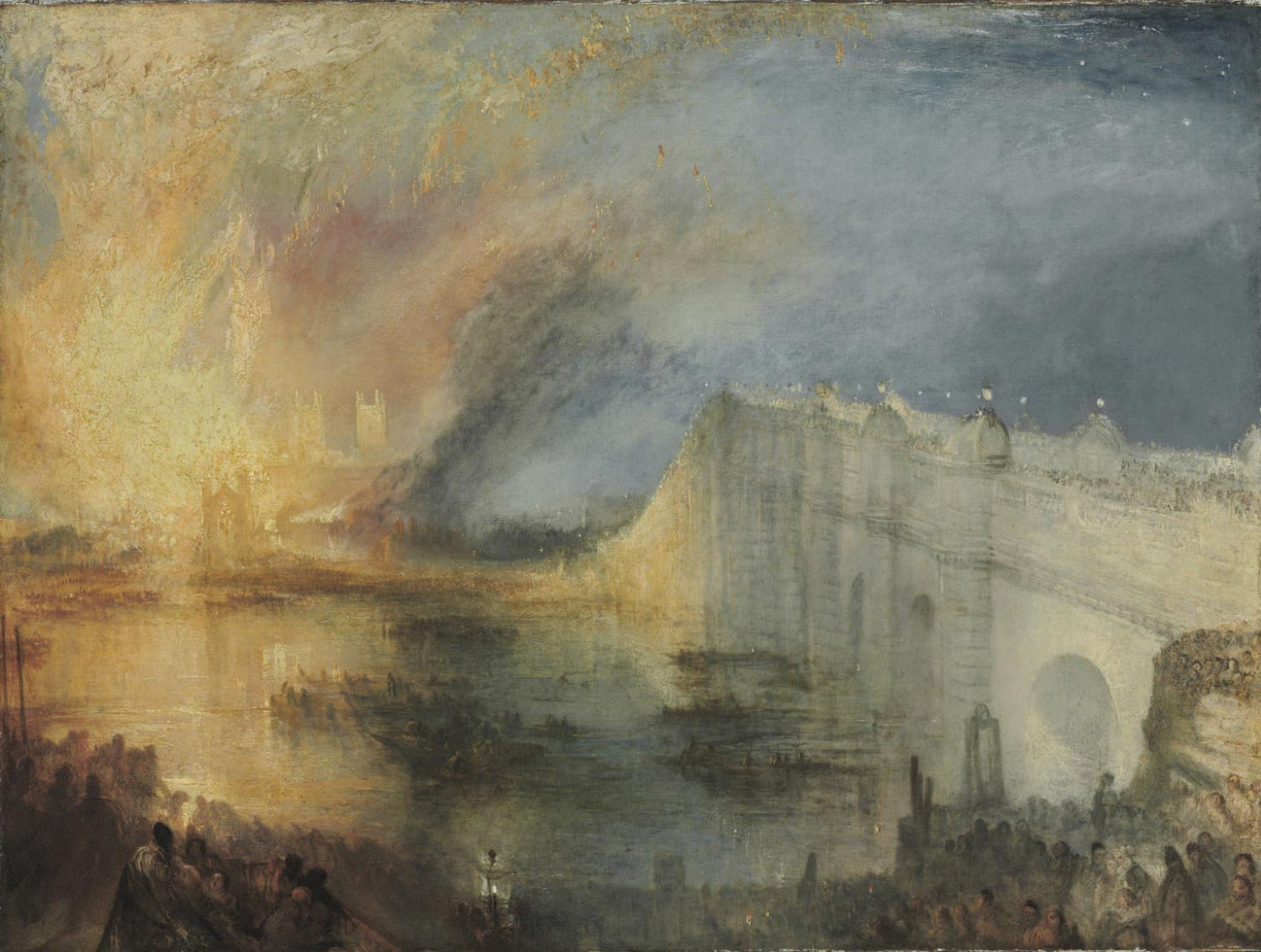
1834: Brand des Palace of Westminster

- 1834: Ein durch fahrlässiges Verbrennen von Kerbholz entstandenes Feuer zerstört den Großteil des Palace of Westminster.
- 1836: Der Voortrekker Andries Hendrik Potgieter gründet in Südafrika die Stadt Winburg als erste Stadt auf dem Gebiet des späteren Oranje-Freistaats.
- 1853: Mit der Kriegserklärung des Osmanischen Reiches an Russland beginnt der bis 1856 andauernde Krimkrieg.

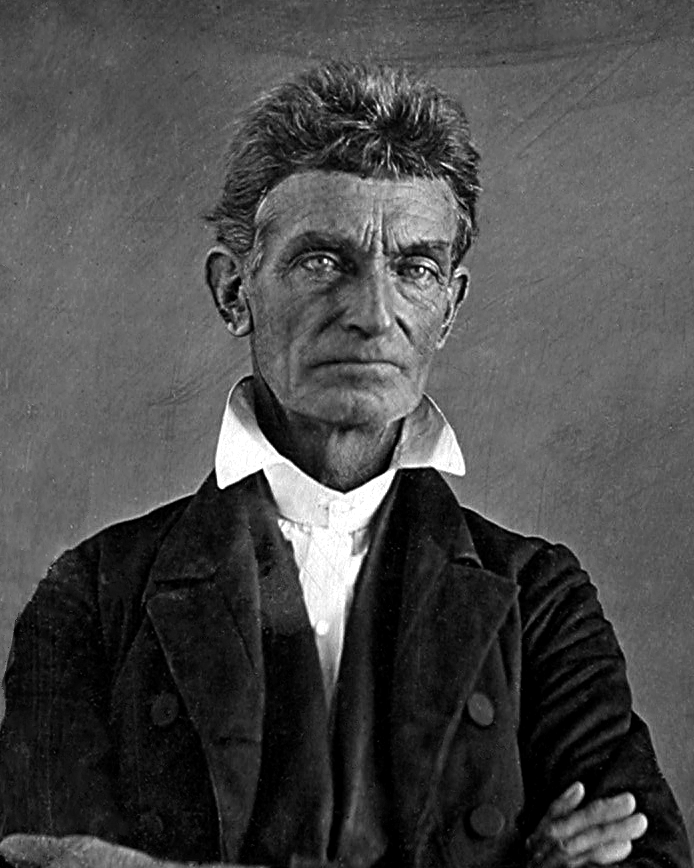
1859: John Brown

- 1859: John Brown überfällt mit 21 Mann Harpers Ferry (West Virginia), um mit dem dortigen US-Waffenarsenal einen Sklavenaufstand zu entfachen. Der Plan scheitert jedoch auf Grund mangelnder Vorbereitung.
- 1865: In Leipzig eröffnen Louise Otto-Peters und Auguste Schmidt eine dreitägige Frauenkonferenz, auf der der Allgemeine Deutsche Frauenverein gegründet wird.
- 1869: Auf einer Farm des Dorfes Cardiff im US-Bundesstaat New York werden die vermeintlichen Gebeine des „vorsintflutlichen“ Riesen von Cardiff entdeckt, die sich später als Fälschung entpuppen.
- 1900: Deutschland und Großbritannien schließen das Jangtse-Abkommen über ihre wirtschaftlichen Interessensphären im Kaiserreich China.
- 1905: Die britische Kolonialmacht teilt Bengalen in einen Ost- und einen Westteil. Die Maßnahme wird von der einheimischen Bevölkerung abgelehnt und nach rund sieben Jahren revidiert.
- 1906: Wilhelm Voigt, der Hauptmann von Köpenick, verhaftet den Köpenicker Bürgermeister Georg Langerhans und „beschlagnahmt“ die Stadtkasse.
- 1925: Mit dem Abschluss der Verträge von Locarno sollen die Beziehungen der europäischen Siegermächte des Ersten Weltkriegs zu Deutschland normalisiert werden.
- 1934: Die chinesischen Kommunisten unter Führung von Mao Zedong beginnen ihren Langen Marsch.
- 1944: Miklós Horthy, Reichsverweser von Ungarn, muss auf deutschen Druck abdanken. Sein Nachfolger wird der Pfeilkreuzler Ferenc Szálasi.

1945: FAO-Logo

- 1945: In Québec wird die Ernährungs- und Landwirtschaftsorganisation der Vereinten Nationen (FAO) gegründet.
- 1946: Die zehn zum Tode verurteilten Angeklagten aus dem Nürnberger Prozess gegen die Hauptkriegsverbrecher werden gehängt.
- 1951: Der pakistanische Premierminister Liaquat Ali Khan fällt einem Attentat zum Opfer.
- 1956: Franz Josef Strauß löst Theodor Blank als Verteidigungsminister der Bundesrepublik Deutschland ab.
- 1962: John F. Kennedy wird über die sowjetischen SS4-Mittelstreckenraketen auf Kuba informiert – die eigentlichen 13 Tage der Kubakrise beginnen.
- 1963: Ludwig Erhard (CDU) wird als Nachfolger von Konrad Adenauer zum deutschen Bundeskanzler gewählt.
- 1964: Die Volksrepublik China führt den ersten Atombombentest des Landes durch.
- 1973: Die Verleihung des Friedensnobelpreises an Henry Kissinger und Lê Đức Thọ wird bekanntgegeben.
- 1975: In Balibo (Portugiesisch-Timor) werden fünf ausländische Journalisten, die Balibo Five, durch indonesische Truppen ermordet.

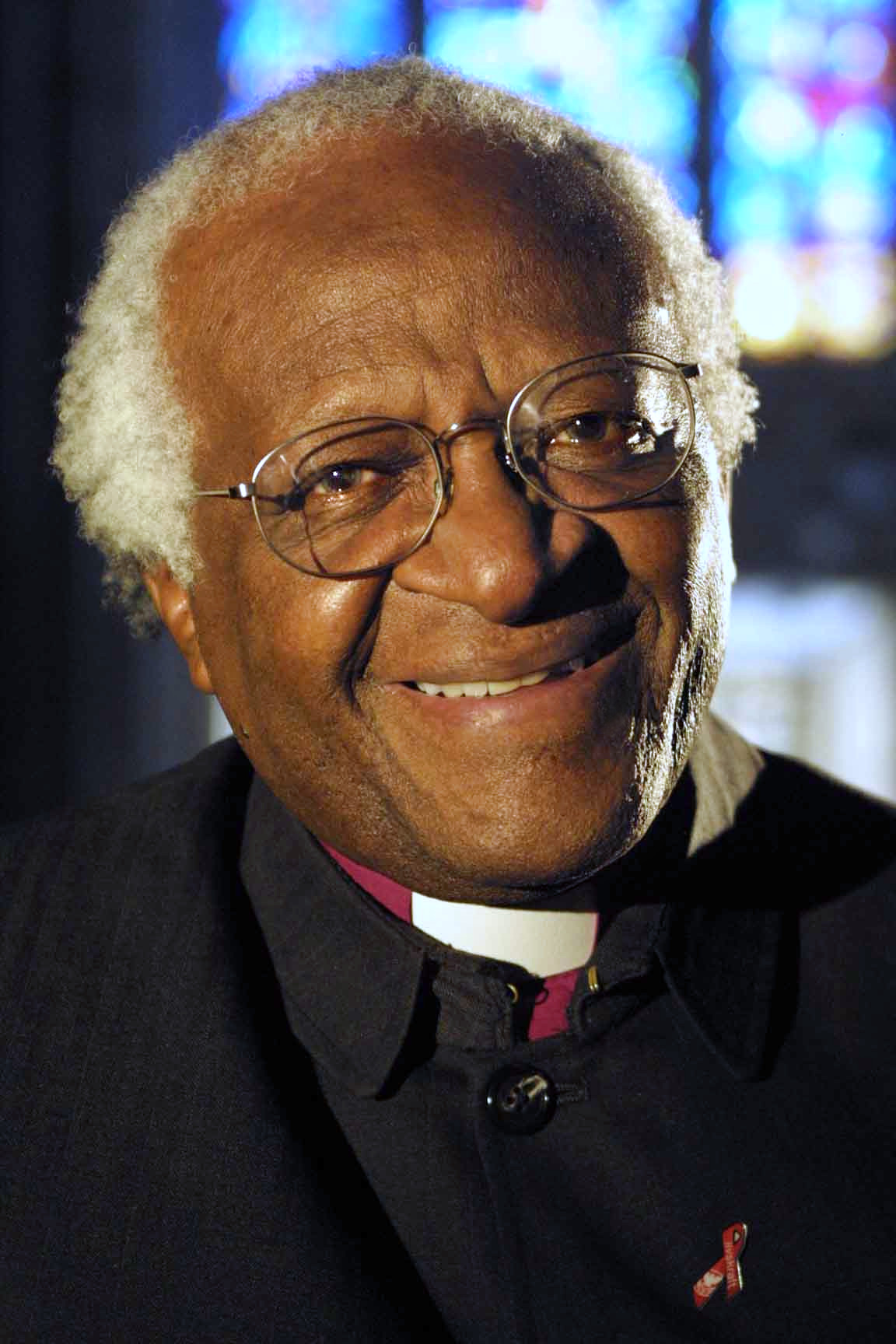
1984: Desmond Tutu

- 1984: Die Verleihung des Friedensnobelpreises an den südafrikanischen Erzbischof Desmond Tutu wird bekanntgegeben.
- 1986: Mit Wole Soyinka, Nigeria, erhält zum ersten Mal ein dunkelhäutiger Afrikaner einen Literaturnobelpreis.
- 1989: In einem Usenet-Posting wird erstmals Godwins Gesetz formuliert.
- 1994: Die Finnen entscheiden sich in einer Volksabstimmung für einen Beitritt zur EU.
- 1995: In Washington, D.C. findet der Millionen-Mann-Marsch statt.
- 1998: Der frühere chilenische Diktator Augusto Pinochet wird auf Grund eines spanischen Haftbefehls und Auslieferungsbegehrens unter dem Vorwurf des Völkermordes in London verhaftet.
- 1998: Auf den Malediven wird Staatspräsident Maumoon Abdul Gayoom für 5 Jahre wiedergewählt.

### Wirtschaft
- 1894: Das Kaiserliche Patentamt in Deutschland trägt für einen Berliner Lampenhersteller die erste Marke ins Markenregister ein.
- 1917: Kapitalanleger aus mehreren Staaten beteiligen sich an der Gründung der Companhia de Diamantes de Angola (Diamang), die sich dem Diamantenabbau in Angola zuwendet.
- 1923: John Harwood beantragt in der Schweiz ein Patent für die von ihm erfundene automatische Armbanduhr.
- 1923: In Burbank gründen Walt und Roy Oliver Disney das Disney Brothers Cartoon Studio, die spätere Walt Disney Company.
- 1989: Der Deutsche Aktienindex (DAX) erleidet mit einem Minus von 12,81 % den bis heute größten Tagesverlust seiner Geschichte. Grund war die Angst davor, dass Firmenübernahmen aufgrund mangelnder Finanzierungsbereitschaft der Banken scheitern könnten. Auslöser war die geplatzte Übernahme von United Airlines.
- 1995: Schottland und die Insel Skye sind über die für den Verkehr freigegebene Skye Bridge verbunden.
- 2004: Die Schweizer Gewerkschaften GBI und SMUV fusionieren zur Großgewerkschaft Unia.

### Wissenschaft und Technik
- 1817: Im Tal der Könige werden auf Drängen von Giovanni Battista Belzoni weitere Grabungsarbeiten durchgeführt, die zwei Tage später zum Freilegen eines Eingangs in das Grab des Pharaonen Sethos I. führen.
- 1841: Im kanadischen Kingston (Ontario) wird die Queen’s University gegründet.

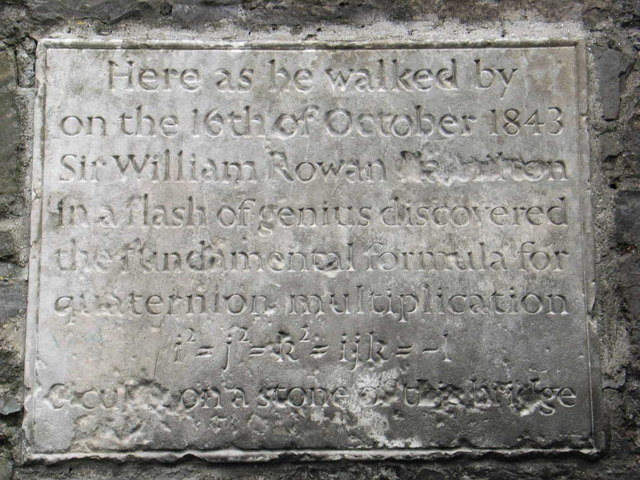
1843: Quaternionen (Gedenktafel)

- 1843: Dem Mathematiker William Rowan Hamilton fällt unterwegs in einem Geistesblitz die Formel für Quaternionen (hyperkomplexe Zahlen) ein. Er ritzt sie in einen Stein der Broom Bridge in Dublin.
- 1846: Geburtsstunde der Anästhesie: William Thomas Green Morton führt in Boston erstmals öffentlich eine Narkose mittels seiner Ätherkugel bei einem chirurgischen Eingriff durch, nachdem er die Methode bereits am 30. September erstmals erfolgreich angewandt hat.
- 1855: Die Eidgenössische Polytechnische Schule beginnt in Zürich mit Vorlesungen.
- 1901: In Göteborg legt die Schwedische Antarktisexpedition unter der wissenschaftlichen Leitung Otto Nordenskjölds mit dem Schiff Antarctic zur Forschungsfahrt ab.
- 1941: Der Asteroid Kukkamäki wird von Liisi Oterma entdeckt.
- 1970: Die Universität Augsburg wird eröffnet.

### Kultur
- 1789: Die Uraufführung der Oper Brenno von Johann Friedrich Reichardt findet an der Königlichen Oper in Berlin statt. Es ist dort die erste deutschsprachige Opernaufführung.
- 1836: In München werden die Sammlungen in der Pinakothek eröffnet.
- 1894: Kaiser Wilhelm II. eröffnet in Wiesbaden das Neue Hoftheater, das heutige Hessische Staatstheater.
- 1912: Arnold Schönbergs Melodram Pierrot Lunaire wird im Berliner Choralion-Saal unter der Leitung des Komponisten uraufgeführt. Den Klavierpart spielt Eduard Steuermann und Rezitatorin ist die Auftraggeberin Albertine Zehme. Das Publikum reagiert teils enthusiastisch, teils empört.
- 1913: Am Wiener Burgtheater wird George Bernard Shaws Komödie Pygmalion uraufgeführt. Als Stoff könnte dem Autor das Schicksal von Elise Egloff gedient haben.
- 1917: Der englische Kriegsdichter Wilfred Owen schreibt an seine Mutter einen Brief, in dem das Gedicht Dulce et Decorum est enthalten ist. Das Werk wird erst 1920 posthum veröffentlicht.

2002: Die Bibliotheca Alexandrina

- 2002: Die neu erbaute Bibliotheca Alexandrina in Alexandria, Ägypten, wird eröffnet.
- 2009: Nach 70 Jahren Schließung eröffnet die Bundeskanzlerin Angela Merkel das Neue Museum (Berlin), das unter anderem das Ägyptische Museum und Papyrussammlung mit der Büste der ägyptischen Königin Nofretete beherbergt.

### Gesellschaft
- 1916: Die Krankenschwester Margaret Sanger eröffnet in Brownsville (New York City) zusammen mit ihrer Schwester und einer Gesinnungsgenossin die erste US-amerikanische Klinik für Familienplanung und Geburtenkontrolle. Neun Tage später werden die drei Frauen von der Polizei verhaftet.
- 1991: Im texanischen Killeen erschießt ein Amokläufer 23 Menschen in einer Cafeteria und verletzt 20 weitere, ehe er sich selbst tötet.

### Religion
- 1094: Die Bischofssynode von Autun exkommuniziert König Philipp I. von Frankreich wegen des Bruchs zweier Ehen. Er war von seiner ersten Frau Bertha von Holland nicht geschieden, hatte aber 1092 die entführte, verehelichte Bertrada von Montfort geheiratet.
- 1529: In Schwabach beginnt ein Konvent, an dessen Ende am 19. Oktober die von Martin Luther konzipierten Schwabacher Artikel stehen, die eine Grundlage für die Confessio Augustana werden.
- 1555: Die englisch protestantischen Bischöfe Hugh Latimer und Nicholas Ridley werden nach der Thronbesteigung von Maria I. wegen Häresie auf dem Scheiterhaufen verbrannt.
- 1875: In Provo im US-Bundesstaat Utah wird die konfessionelle Brigham Young University von der Kirche Jesu Christi der Heiligen der Letzten Tage gegründet. Der deutsche Gymnasiallehrer Karl Gottfried Mäser wird erster Rektor der Hochschule.

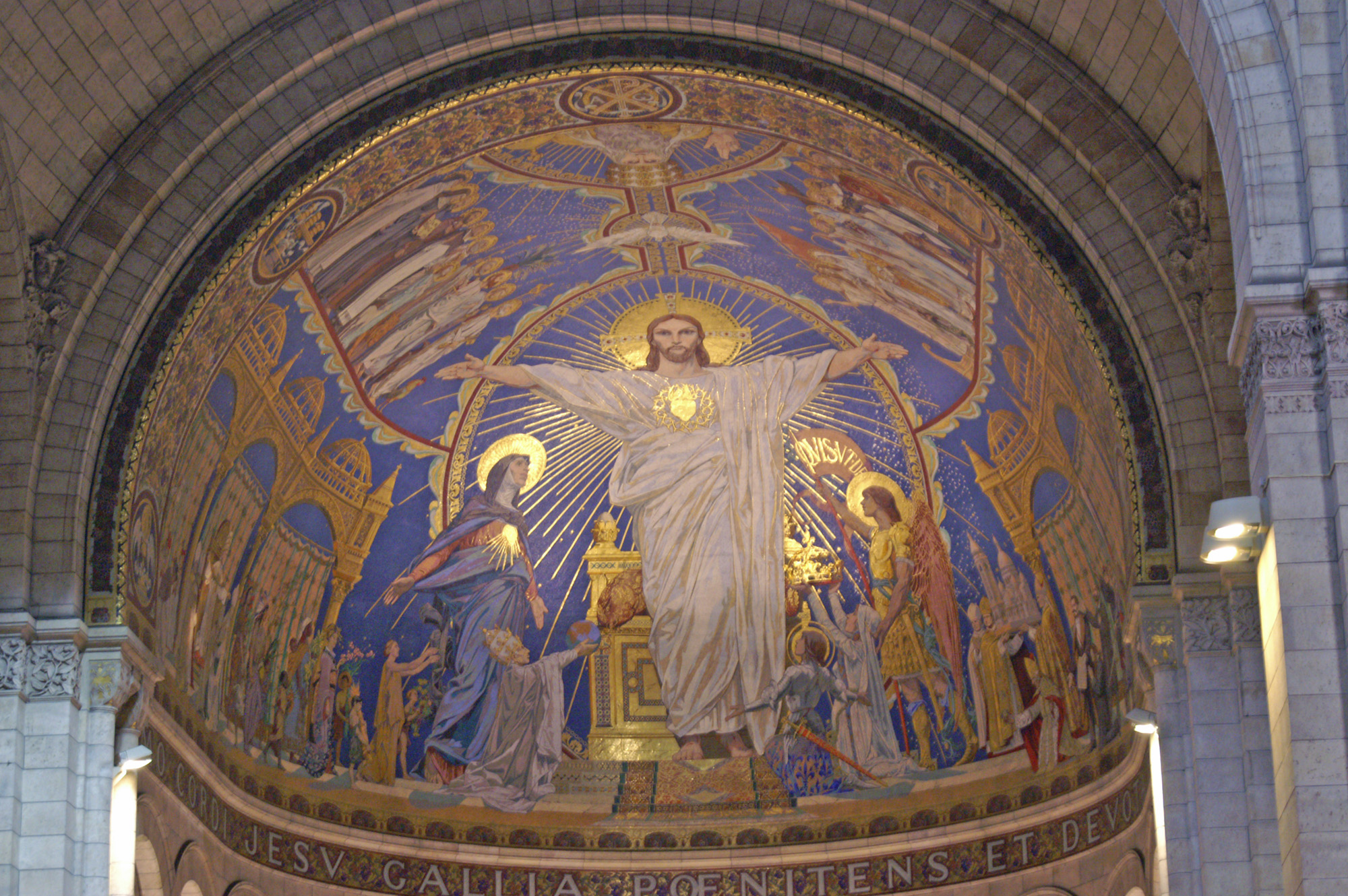
1919: Sacré-Cœur (Innenansicht)

- 1919: Die seit 1875 erbaute Basilika Sacré-Cœur de Montmartre wird geweiht.
- 1968: In seinem richtungsweisenden Beschluss zum Fall Aktion Rumpelkammer, bei der ein gewerblicher Lumpensammler gegen die Werbung einer Altkleideraktion der katholischen Landjugend in Gottesdiensten geklagt hatte, vertritt das deutsche Bundesverfassungsgericht eine weite Auslegung der Religionsfreiheit.
- 1978: Der Pole Karol Wojtyła wird im 8. Wahlgang vom Konklave als Nachfolger des am 28. September verstorbenen Papst Johannes Paul I. gewählt und nimmt den Namen Johannes Paul II. an. Er ist der erste nichtitalienische Papst seit Hadrian VI. († 1523).

### Katastrophen
- 1780: Der Große Hurrikan von 1780, der seinen Zug über die Karibik am 10. Oktober begonnen hat, kostet über 22.000 Menschen das Leben und wird daher als der bisher schlimmste atlantische Hurrikan betrachtet.

Kleinere Unglücksfälle sind in den Unterartikeln von Katastrophe und in der Liste von Katastrophen aufgeführt.

### Sport
- 1968: Die Leichtathleten Tommie Smith und John Carlos werden aus dem US-amerikanischen Team und dem olympischen Dorf gewiesen, nachdem sie bei der Siegerehrung des 200-m-Laufes der Olympischen Spiele mit dem Black-Power-Symbol, der hochgereckten geballten Faust in schwarzen Handschuhen, politisch demonstriert haben.

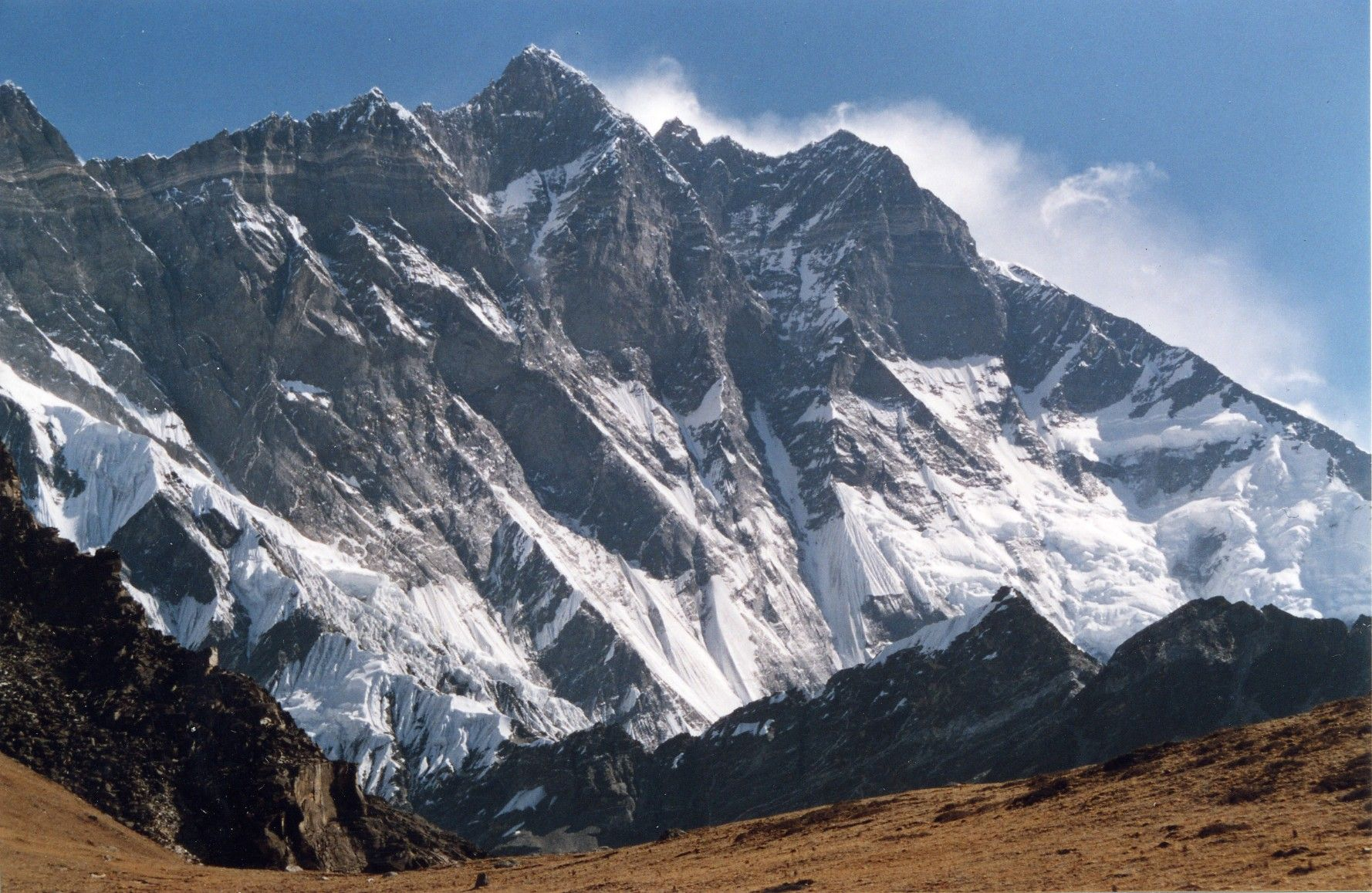
1986: Lhotse (Südwand)

- 1986: Die Bergsteiger Reinhold Messner und Hans Kammerlander erreichen den Gipfel des Lhotse. Messner ist damit der erste Alpinist, der alle vierzehn Achttausender erklettert hat.
- 1987: Boxweltmeister Mike Tyson, Titelträger der Verbände WBC, WBA und IBF, besiegt seinen Herausforderer Tyrell Biggs, Olympiasieger von 1984, in der Convention Hall in Atlantic City durch technischen KO.

Einträge von Leichtathletik-Weltrekorden befinden sich unter der jeweiligen Disziplin unter Leichtathletik.

## Geboren

### Vor dem 18. Jahrhundert

Gasparo Contarini (* 1483)

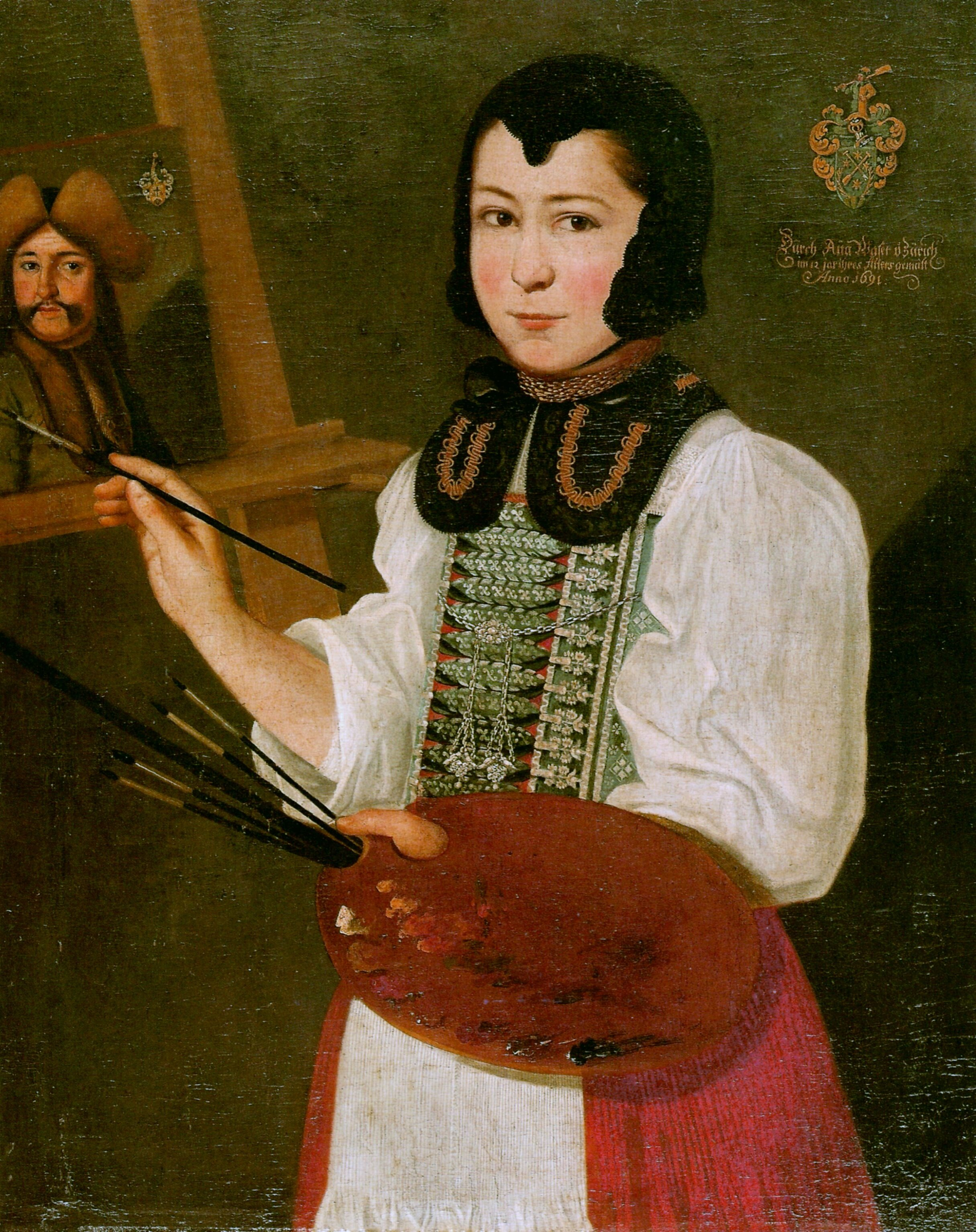
Anna Waser (* 1678)

- 1351: Gian Galeazzo Visconti, Herzog von Mailand
- 1396: William de la Pole, 1. Duke of Suffolk, englischer Adeliger und Heerführer im Hundertjährigen Krieg
- 1430: Jakob II., König von Schottland
- 1456: Ludmilla von Podiebrad, Herzogin von Liegnitz und Brieg
- 1458: Adolf von Anhalt-Zerbst, katholischer Bischof von Merseburg
- 1461: Ruprecht von Pfalz-Simmern, Bischof von Regensburg
- 1483: Gasparo Contarini, italienischer Kardinal
- 1485: Adolf von Anhalt-Zerbst, deutscher Bischof
- 1524: Nicolas de Lorraine, Herzog von Mercoeur
- 1527: Johann Hermann, deutscher Mediziner
- 1552: Johann Sötefleisch der Ältere, deutscher lutherischer Theologe
- 1570: Jakob Martini, deutscher Theologe und Philosoph
- 1605: Cesare Fracanzano, italienischer Maler und Freskant
- 1619: Petrus Zander, deutscher evangelisch-lutherischer Geistlicher
- 1620: Pierre Puget, französischer Maler und Bildhauer
- 1648: Johann Arnoldi, stolbergischer Hofrat
- 1652: Karl Wilhelm, regierender Fürst von Anhalt-Zerbst
- 1658: Luka Mislej, slowenischer Steinmetz und Bildhauer
- 1661: Anton Ulrich, Herzog von Württemberg-Neuenstadt
- 1678: Anna Waser, Schweizer Malerin und Radiererin (Taufdatum)
- 1679: Jan Dismas Zelenka, tschechischer Komponist (Taufdatum)
- 1699: Johann Gottfried Tympe, deutscher orientalischer Philologe und evangelischer Theologe

### 18. Jahrhundert
- 1706: Giuseppe Appiani, italienischer Maler
- 1708: Albrecht von Haller, Schweizer Dichter und Gelehrter
- 1710: Andreas Hadik von Futak, Reichsgraf und österreichischer Feldmarschall
- 1713: Giuseppe Allegranza, italienischer Dominikaner und Historiker
- 1714: Giovanni Arduino, italienischer Geologe
- 1717: Johann Melchior Goeze, protestantischer Theologe
- 1720: Johann Georg Sulzer, deutscher Philosoph
- 1721: Johann Bücher, deutscher evangelischer Theologe
- 1723: Georg Heinrich Macheleid, deutscher Nacherfinder des Porzellans
- 1723: Pascha Johann Friedrich Weitsch, deutscher Landschaftsmaler und Zeichner
- 1726: Daniel Chodowiecki, deutsch-polnischer Kupferstecher, Graphiker und Illustrator
- 1733: Josias II., Graf von Waldeck-Bergheim
- 1736: Alexandre Angélique de Talleyrand-Périgord, französischer Geistlicher und Staatsmann, Erzbischof von Reims und Paris, Kardinal
- 1739: Wenzel Trnka von Krzowitz, böhmischer Arzt und Komponist
- 1742: Jean Cesar Godeffroy, deutscher Kaufmann
- 1744: Johann Friedrich Neidhart, deutscher Pädagoge und Schulleiter
- 1751: Friederike Luise von Hessen-Darmstadt, Königin von Preußen
- 1752: Johann Gottfried Eichhorn, deutscher Orientalist und Historiker
- 1752: Adolph Knigge, deutscher Schriftsteller
- 1758: Johann Heinrich Dannecker, deutscher Bildhauer
- 1758: Noah Webster, US-amerikanischer Lexikograph, Rechtschreibreformer, Publizist, Übersetzer und Schriftsteller
- 1760: Jonathan Dayton, US-amerikanischer Politiker, Mitglied und Sprecher des Repräsentantenhauses, Senator
- 1762: Paul Hamilton, US-amerikanischer Politiker, Gouverneur von South Carolina, Minister
- 1762: Christian Georg Wagner, deutscher Jurist
- 1765: Frédéric Duvernoy, französischer Hornist, Komponist und Musikpädagoge
- 1767: Amandus Augustus Abendroth, hamburgischer Politiker, Senator, Bürgermeister
- 1775: Thaddäus Damm, Beamter während der Habsburgermonarchie
- 1777: Johann Sebastian von Drey, deutscher römisch-katholischer Theologe
- 1789: William Burton, US-amerikanischer Politiker, Gouverneur von Delaware
- 1790: Valentin Rost, deutscher Altphilologe und Lexikograf
- 1796: Samuel G. Andrews, US-amerikanischer Politiker, Mitglied des Repräsentantenhauses
- 1796: Karl Spindler, deutscher Romanschriftsteller
- 1797: Alfred von Auerswald, preußischer Beamter und Politiker, MdL, Generallandschaftsdirektor der Provinz Preußen, Innenminister
- 1797: James Brudenell, 7. Earl of Cardigan, britischer General

### 19. Jahrhundert

#### 1801–1850

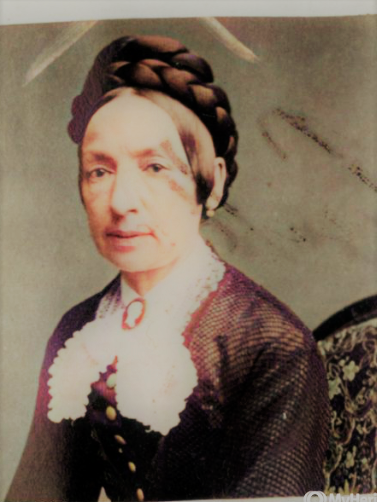
Julie Weber von Webenau (* 1813)

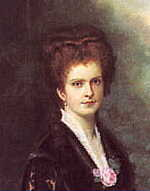
Maria Pia von Savoyen und Portugal (* 1847)

- 1803: Wendelin Haid, katholischer Theologe und Bibliothekar
- 1803: Robert Stephenson, britischer Ingenieur
- 1806: William P. Fessenden, US-amerikanischer Politiker
- 1809: Robert Duncan Wilmot, kanadischer Politiker
- 1811: Gaetano Capocci, italienischer Kirchenmusiker, Organist und Komponist
- 1812: Maria von Mörl, Südtiroler Mystikerin
- 1813: Wilhelm Schubert, badischer Kaufmann und Politiker
- 1813: Julie Weber von Webenau, österreichische Pianistin und Komponistin
- 1814: Hanns Bruno Geinitz, deutscher Geologe und Paläontologe
- 1815: Francis Lubbock, US-amerikanischer Politiker
- 1816: Friedrich Ludwig Arnsburg, deutscher Schauspieler
- 1819: Arnold Dietrich Schaefer, deutscher Historiker
- 1821: Johann Friedrich Dändliker, Schweizer Pietist und Diakonie-Vorsteher
- 1821: Franz Doppler, ungarischer Komponist
- 1827: Arnold Böcklin, Schweizer Maler
- 1827: Johann Ulrich Hafner, Schweizer Ingenieur, Unternehmer und Politiker
- 1831: Karl Blasel, österreichischer Schauspieler und Theaterdirektor
- 1831ː Julie Ryff, Schweizer Frauenrechtlerin
- 1832: Oskar Friedrich, deutscher Pädagoge und Autor
- 1832: Victor Hüter, deutscher Arzt für Geburtshilfe
- 1835ː Constanze Geiger, österreichische Pianistin, Kinderdarstellerin, Theaterschauspielerin, Komponistin und Sängerin
- 1837: Eduard Paulus, deutscher Archäologe und Kunsthistoriker
- 1841: Itō Hirobumi, japanischer Premierminister
- 1843: Johann Friedrich Ahlfeld, deutscher Gynäkologe
- 1846ː Hermine Gartner, österreichische Malerin
- 1847: Maria Pia von Savoyen, Königin von Portugal und Prinzessin von Italien
- 1849: Samuel Train Dutton, US-amerikanischer Pädagoge und Friedensaktivist
- 1849: Arnold Krug, deutscher Komponist
- 1849: Alfred von Wierusz-Kowalski, polnischer Maler

#### 1851–1900

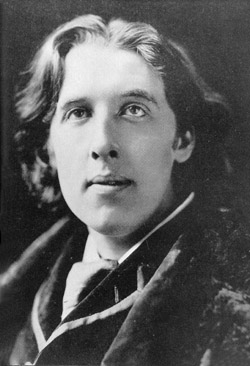
Oscar Wilde (* 1854)
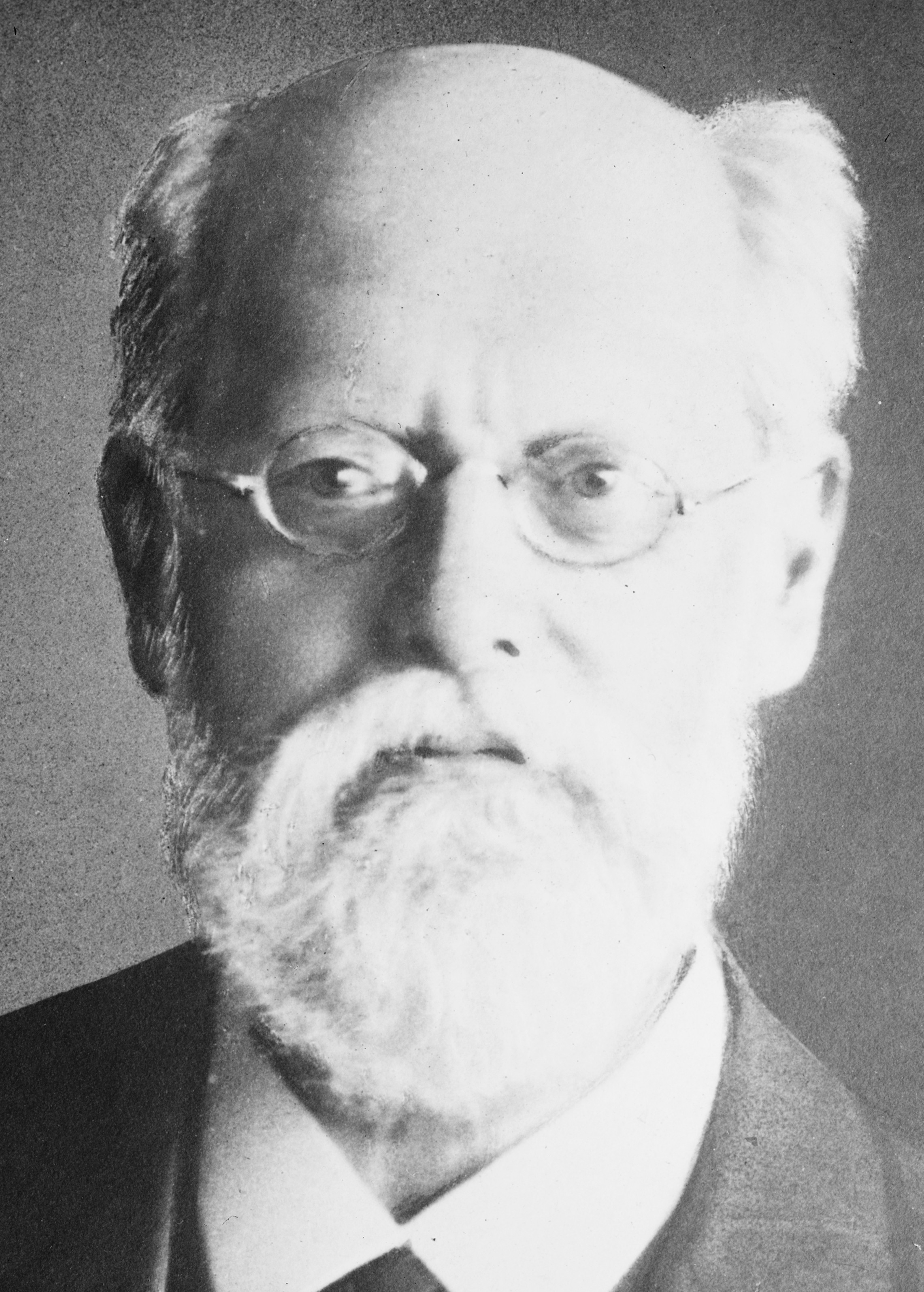
Karl Kautsky (* 1854)
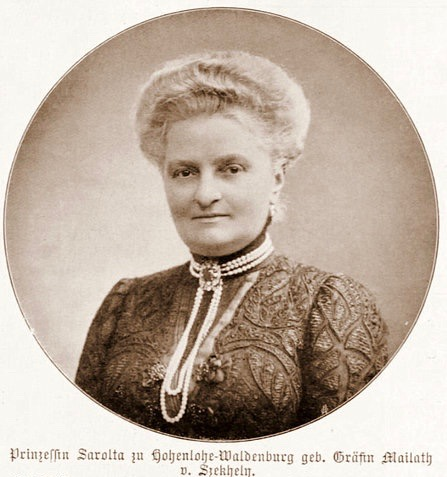
Charlotte von Majláth (* 1856)
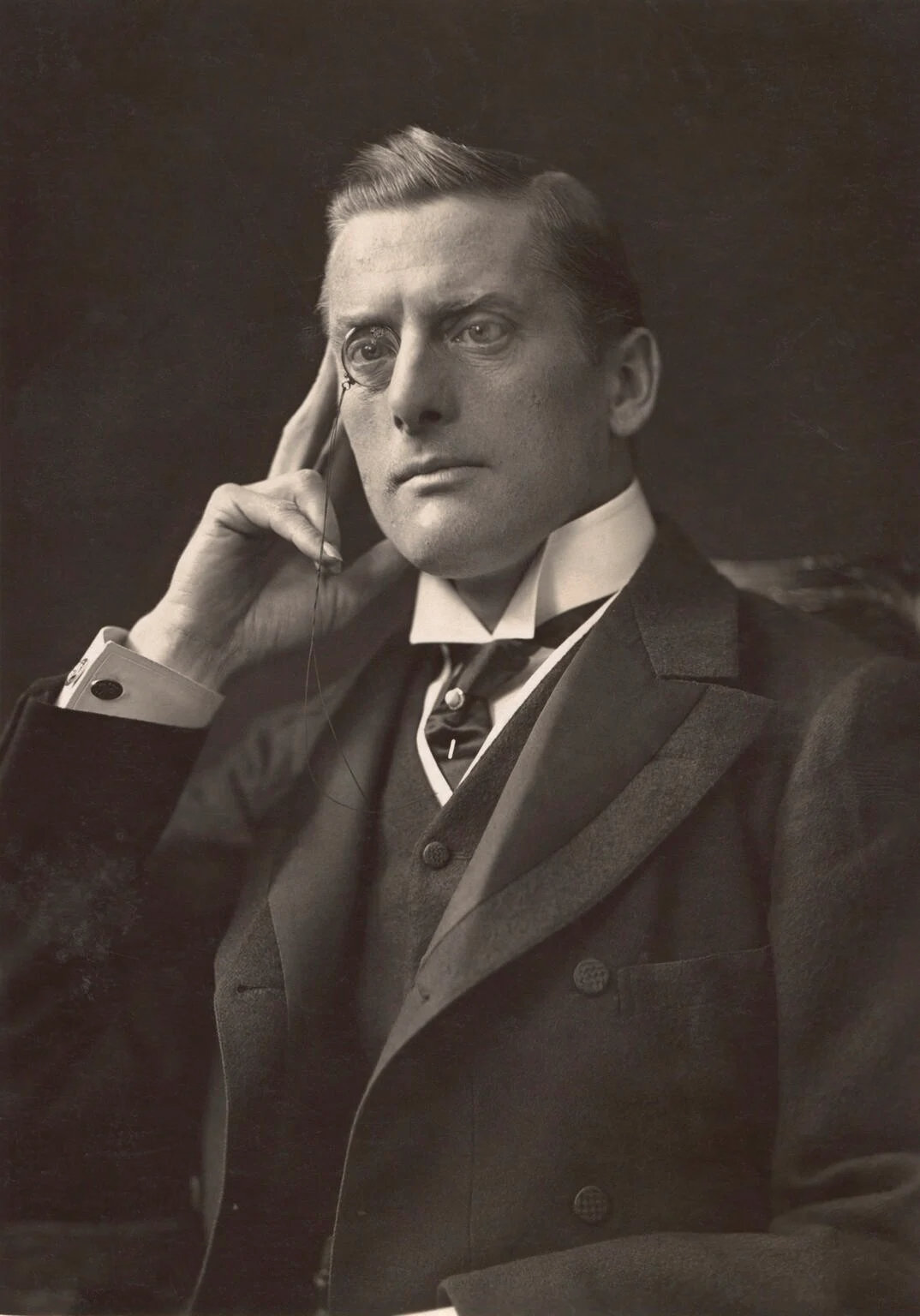
Austen Chamberlain (* 1863)
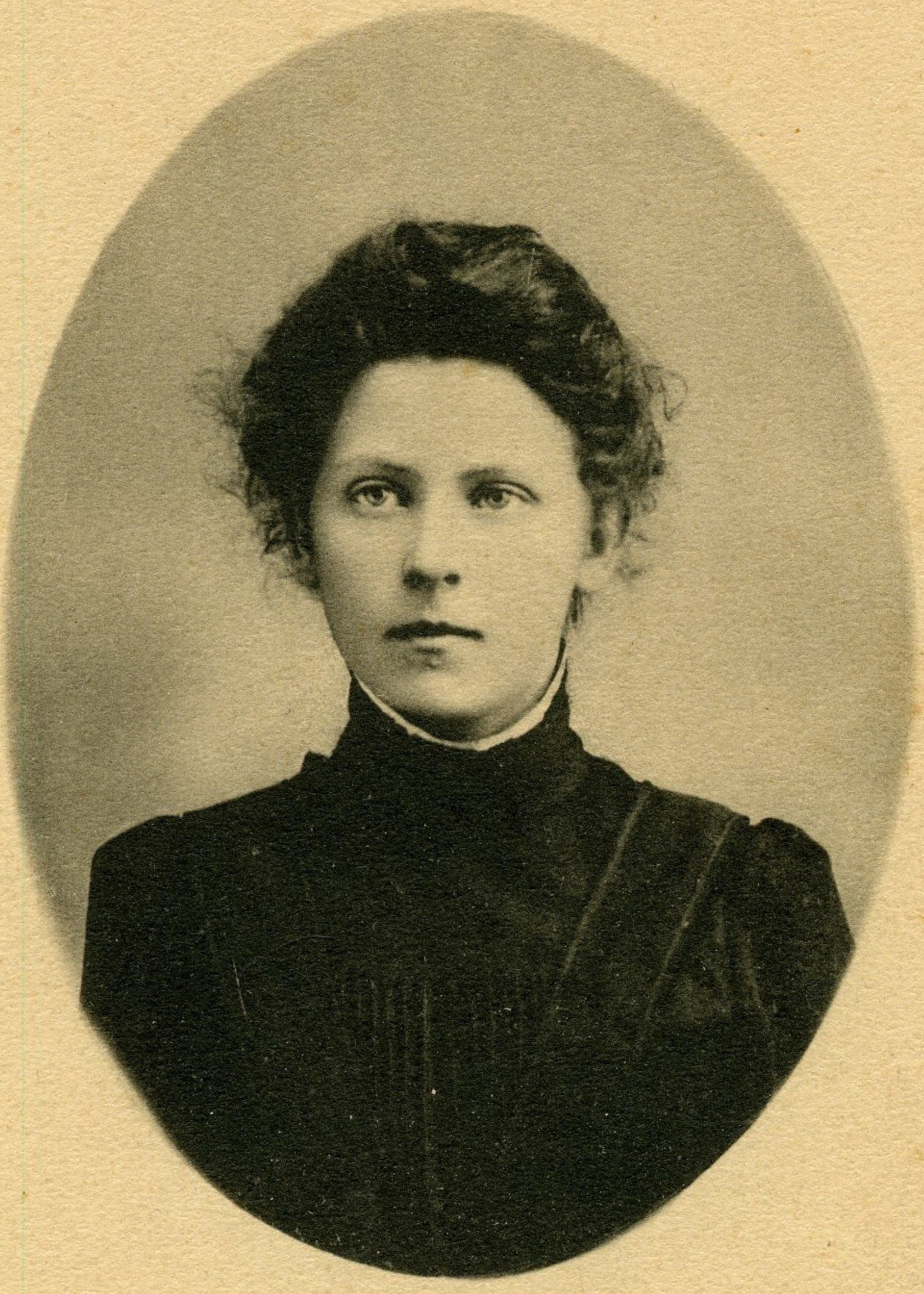
Marija Spiridonowa (* 1884)

- 1852: Karl Ludwig Schemann, deutscher Schriftsteller, Übersetzer und Rasseforscher
- 1854: Karl Kautsky, deutsch-tschechischer Philosoph und Politiker
- 1854: Oscar Wilde, irischer Schriftsteller
- 1856ː Charlotte von Majláth, Hofdame der Kaiserin Elisabeth von Österreich-Ungarn
- 1859: Daisy Bates, irischstämmige australische Journalistin
- 1861: Ernest Barberolle, französischer Ruderer
- 1861: John Bagnell Bury, irischer Historiker und Philologe
- 1862: Hans Georg Joachim Apel-Pusch, deutscher Offizier
- 1863: Austen Chamberlain, britischer Politiker, Außenminister und Friedensnobelpreisträger
- 1865: Václav Laurin, tschechischer Mechaniker und Fabrikant
- 1868: Franz von Epp, deutscher Berufssoldat und Politiker
- 1874: Otto Mueller, deutscher Maler
- 1876: Ernst Articus, deutscher Jurist und Beamter
- 1877: Hugo Hardy, deutscher Tennisspieler und Jurist
- 1878: Eugenio Canfari, italienischer Fußballfunktionär und Unternehmer
- 1878: Ada Haseloff-Preyer, deutsche Malerin
- 1878: Maxie Long, US-amerikanischer Sprinter, Olympiasieger
- 1879: Eduard Hamm, deutscher Politiker
- 1882: Hermann Detzner, deutscher Offizier und Schriftsteller
- 1884: Rembrandt Bugatti, italienischer Bildhauer
- 1884: Marija Alexandrowna Spiridonowa, russische Sozialrevolutionärin
- 1885: Dorando Pietri, italienischer Marathonläufer
- 1886: Otto Arpke, deutscher Maler, Illustrator und Gebrauchsgraphiker
- 1886: Raoul Maria Eduard Karl Aslan-Zumpart, österreichisch-griechischer Schauspieler
- 1886: David Ben-Gurion, erster Premierminister Israels
- 1886: Gerhart Rodenwaldt, deutscher Archäologe
- 1886: Armin T. Wegner, deutscher Schriftsteller
- 1887: Lily Hildebrandt, deutsche Malerin und Grafikerin
- 1887: Bruno Zeiß, deutscher Kommunalpolitiker und Vertriebenenfunktionär
- 1888: Eugene O’Neill, US-amerikanischer Dramatiker
- 1889: Gottfried Kölwel, deutscher Lyriker, Dramatiker und Erzähler
- 1889: Reinhold Maier, deutscher Politiker, erster Ministerpräsident von Baden-Württemberg
- 1890: Michael Collins, irischer Freiheitskämpfer und Politiker
- 1890: Maria Goretti, italienische Märtyrin
- 1890: Paul Strand, US-amerikanischer Photograph
- 1891: René Dreux, französischer Autorennfahrer
- 1893: Gertrude Sandmann, deutsche Künstlerin
- 1894: Francisco Casabona, brasilianischer Komponist
- 1895: Francis Edward Faragoh, US-amerikanischer Drehbuchautor
- 1897: Gertrud Wiebke Schröder, deutsche Bildhauerin und Kunstgewerblerin
- 1900: Eileen Law, kanadische Sängerin und Musikpädagogin

### 20. Jahrhundert

#### 1901–1925

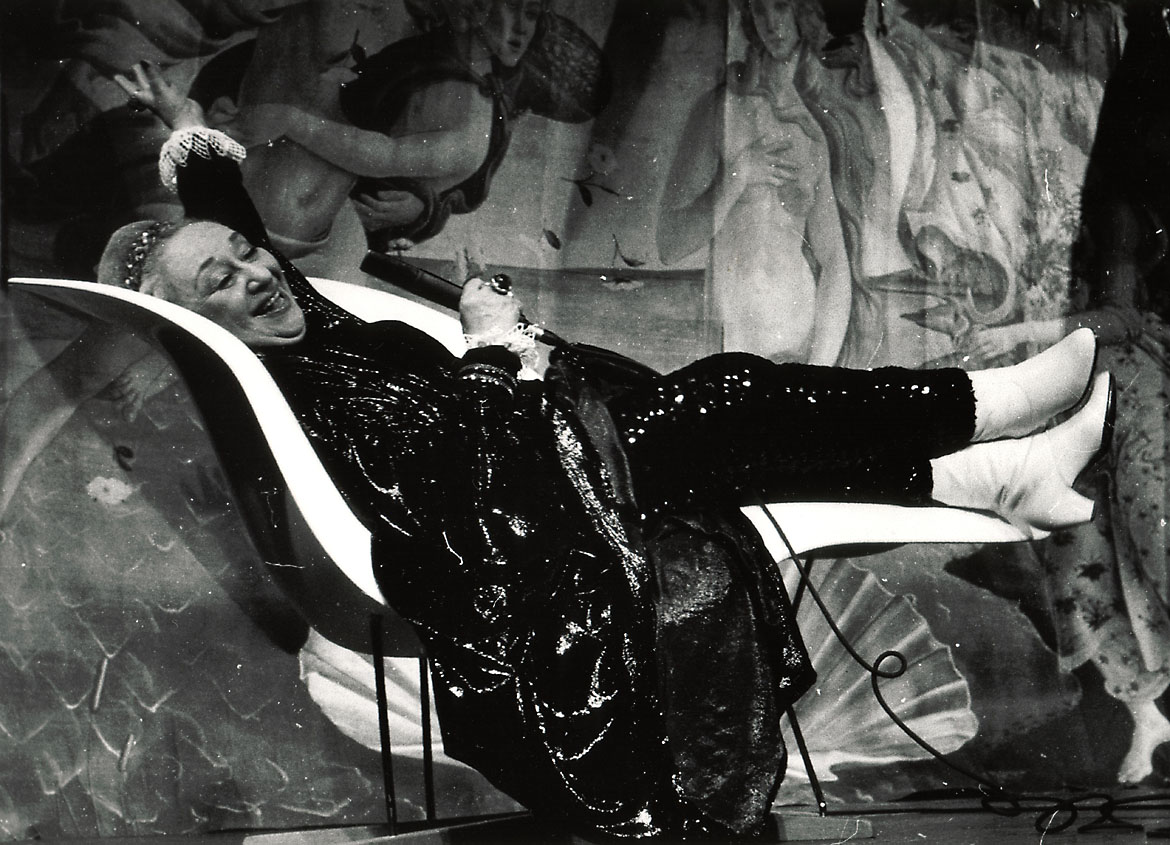
Lotti Huber (* 1912)

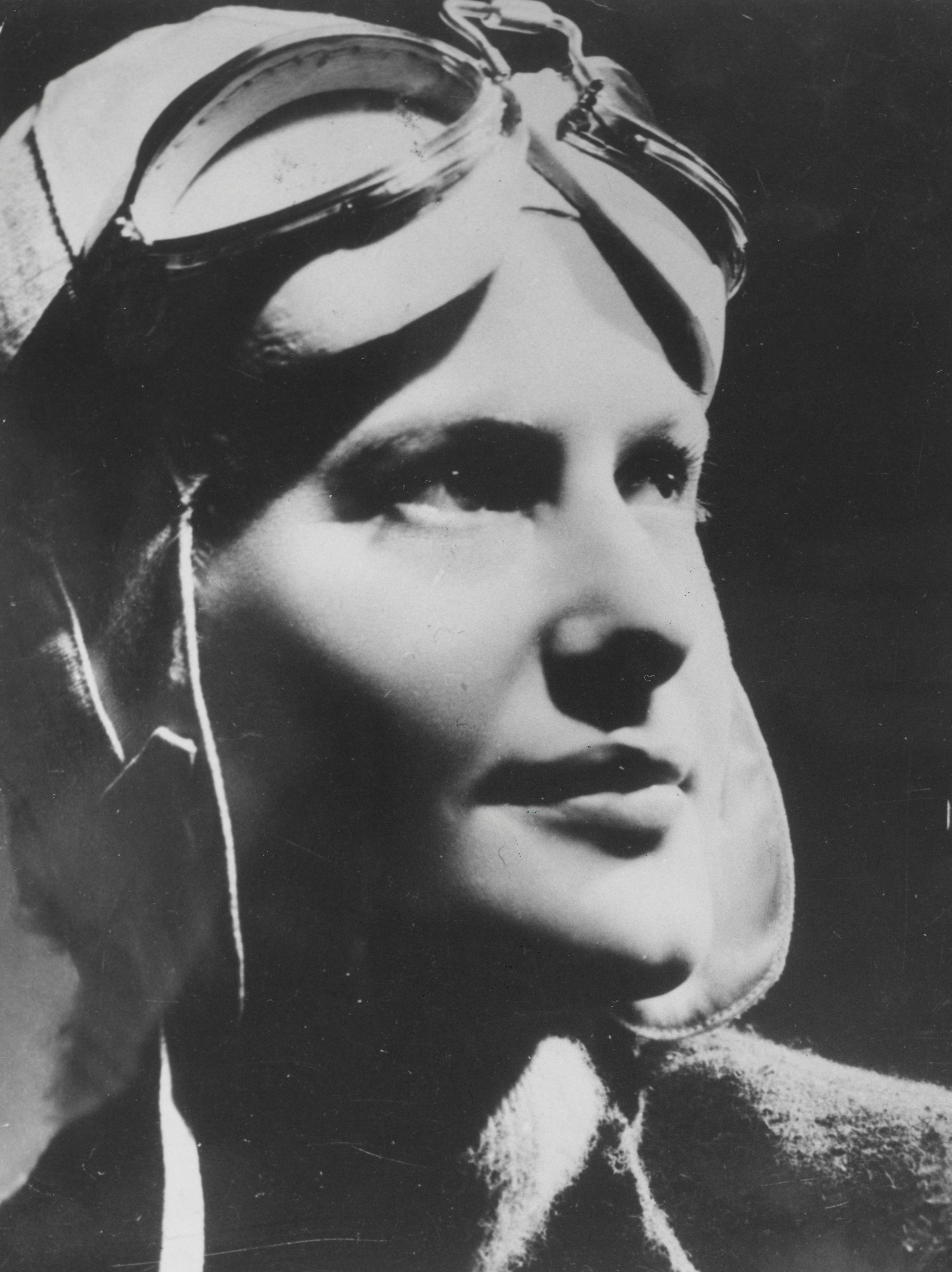
Nancy Bird in London (* 1915)

Linda Darnell (* 1923)

- 1901: Fritz von Ameln, deutscher Politiker
- 1901: Federico Munerati, italienischer Fußballspieler und -trainer
- 1902: Erich Klausnitzer, deutscher Schriftsteller
- 1902: Robert Scholz, österreichisch-amerikanischer Pianist, Komponist, Dirigent und Musikpädagoge
- 1903: Big Joe Williams, US-amerikanischer Musiker
- 1905: Ernst Kuzorra, deutscher Fußballspieler
- 1905: Jadwiga Szubartowicz, polnische Supercentenarian
- 1906: Dino Buzzati, italienischer Schriftsteller und Journalist
- 1906: León Klimovsky, argentinischer Regisseur und Drehbuchautor
- 1907: Lili Werner-Rizzolli, österreichische Operettensängerin und Schauspielerin
- 1908: Robert Ardrey, US-amerikanischer Dramatiker, Drehbuchautor und Anthropologe
- 1908: Enver Hoxha, albanischer Politiker
- 1908: Zbigniew Turski, polnischer Komponist und Dirigent
- 1909: Walter Kremser, deutscher Forstwissenschaftler
- 1910: Herbert Andert, deutscher Mundartdichter und -forscher
- 1912: Vic Abens, luxemburgischer Widerstandskämpfer und Politiker
- 1912: Clifford P. Hansen, US-amerikanischer Politiker
- 1912: Lotti Huber, deutsche Künstlerin
- 1912: Ludwig Schwarzer, österreichischer Maler
- 1913: Cesar Bresgen, österreichischer Komponist
- 1915: Warren M. Anderson, US-amerikanischer Politiker
- 1915: Nancy Bird-Walton, australische Flugpionierin
- 1916: Werner Buxa, deutscher Offizier und Autor
- 1916: Pierre Meyrat, französischer Autorennfahrer
- 1917: Doug McMahon, kanadischer Fußballspieler
- 1918: Louis Althusser, französischer Philosoph
- 1918: Tony Rolt, britischer Autorennfahrer
- 1920: Alicia Dussán, kolumbianische Anthropologin
- 1920: Elisabeth Müller-Luckmann, deutsche Psychologin
- 1921: Esteban Servellón, salvadorianischer Komponist, Musiker, Dirigent und Musikpädagoge
- 1921: Robert Urquhart, britischer Schauspieler
- 1922: Carlos Mercader, uruguayischer Moderner Fünfkämpfer
- 1923: Linda Darnell, US-amerikanische Schauspielerin
- 1923: Rupprecht Grzimek, deutscher Brigadegeneral, Abteilungsleiter im Bundesnachrichtendienst
- 1923: Bert Kaempfert, deutscher Orchesterleiter, Musikproduzent, Arrangeur und Komponist
- 1925: Tim Anderson, britischer Stabhochspringer
- 1925ː Karel Dillen, belgischer Politiker, MdEP und flämischer Nationalist
- 1925: Angela Lansbury, britische Schauspielerin
- 1925ː Irmgard Neumann, deutsche Politikerin (DBD); Mitglied des Staatsrats der DDR

#### 1926–1950

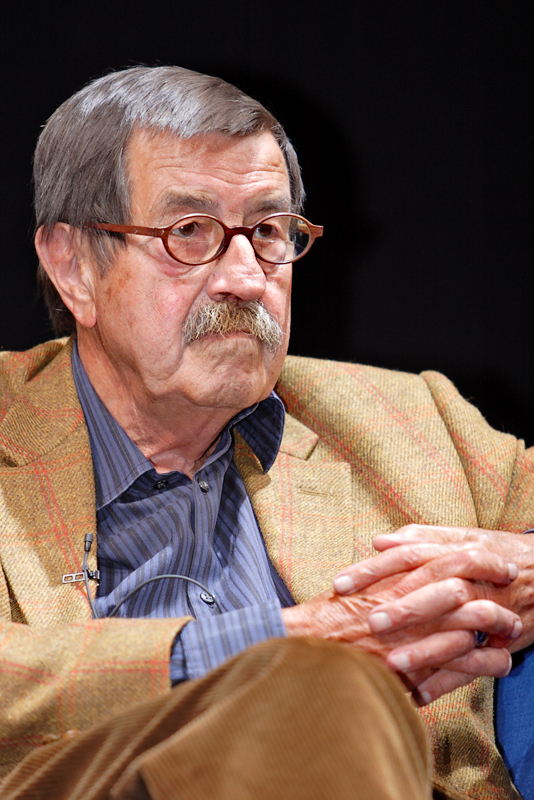
Günter Grass (* 1927)

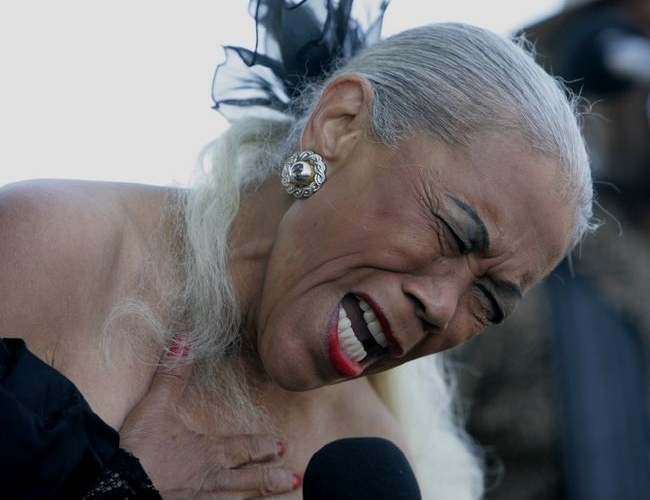
Sugar Pie DeSanto (* 1935)

- 1926: Alice Shalvi, israelische Professorin für englische Literatur und Feministin
- 1927: Günter Grass, deutscher Schriftsteller, Bildhauer, Maler und Grafiker, Nobelpreisträger
- 1927: Rudolf Morsey, deutscher Historiker
- 1928: Mary Daly, US-amerikanische Theologin und Feministin
- 1928: Ann Guilbert, US-amerikanische Schauspielerin
- 1928: Gerhard Wolf, deutscher Schriftsteller, Verlagslektor und Verleger
- 1929: Ivor Allchurch, walisischer Fußballspieler
- 1929: Nicholas von Hoffman, US-amerikanischer Journalist, Buchautor und Kolumnist
- 1929: Fernanda Montenegro, brasilianische Schauspielerin
- 1930: Carmen Sevilla, spanische Schauspielerin
- 1931: Charles Colson, US-amerikanischer Jurist, Berater von Richard Nixon
- 1931: Salvador, brasilianischer Fußballspieler
- 1931: Hans Friderichs, deutscher Politiker und Manager, Bundesminister
- 1932: Ben Aronov, US-amerikanischer Jazzpianist
- 1932: Karl Otwin Becker, deutscher Volkswirt und Mathematiker
- 1932: Guðbergur Bergsson, isländischer Schriftsteller
- 1932: Detlev Karsten Rohwedder, deutscher Manager und Politiker, Chef der Treuhandanstalt
- 1932: Friedrich Walz, deutscher Pfarrer, Kirchenlieddichter
- 1933: Günther Jahn, deutscher Maler
- 1934: Peter Ashdown, britischer Autorennfahrer
- 1934: Dave Heinz, US-amerikanischer Autorennfahrer
- 1935: Klaus Jakobi, deutscher Fußballspieler
- 1935: Sugar Pie DeSanto, US-amerikanische Blues- und R&B-Sängerin
- 1935: Frederick Tiedt, irischer Boxer
- 1936: Klaus Ernst, deutscher Soziologe, Hochschullehrer und Diplomat
- 1936: Gerardo Gandini, argentinischer Komponist
- 1937: Joe Castellano, US-amerikanischer Mediziner und Autorennfahrer
- 1937: Tony Anthony, US-amerikanischer Schauspieler
- 1937: John Whitmore, britischer Autorennfahrer, Berater und Sachbuchautor
- 1938: Nico, deutsche Sängerin
- 1939: Amancio Amaro Varela, spanischer Fußballspieler und -trainer
- 1939: Gladys Asmah, ghanaische Politikerin
- 1939: Carl Fredrik Bunæs, norwegischer Leichtathlet
- 1939: Nico Haak, niederländischer Schlagersänger und Entertainer
- 1939: Albrecht Lehmann, deutscher Volkskundler und Erzählforscher
- 1939: Gerold Späth, Schweizer Autor
- 1940: Aleksandar Anđelić, jugoslawischer Eishockeyspieler und -trainer
- 1940: Joseph William Ashy, US-amerikanischer General
- 1940: Barry Corbin, US-amerikanischer Schauspieler
- 1941: Claude Savard, kanadischer Pianist und Musikpädagoge
- 1941: Simon Ward, britischer Schauspieler
- 1942: Olivier Anders, deutscher Militär
- 1942: Cholo Brenes, dominikanischer Musikpromotor, Rechtsanwalt, Politologe, Soziologe und Kolumnist
- 1942: Annette Zwahr, deutsche Historikerin
- 1945: D. D. Lewis, US-amerikanischer American-Football-Spieler
- 1946: Roger Dubos, französischer Autorennfahrer
- 1946: Wolfgang Rübsam, deutsch-US-amerikanischer Organist und Musikpädagoge
- 1946: Suzanne Somers, US-amerikanische Schauspielerin
- 1947: Terry Griffiths, walisischer Snookerspieler
- 1947: Thokozile Masipa, südafrikanische Juristin
- 1947: Margherita Spiluttini, österreichische Fotografin
- 1947: Bob Weir, US-amerikanischer Musiker und Sänger (Grateful Dead)
- 1947: David Zucker, US-amerikanischer Regisseur und Drehbuchautor
- 1948: Gerd Karl, deutscher Eishockeyspieler
- 1948ː Margaret Morton, US-amerikanische Fotografin, Autorin und Professorin für Grafikdesign und Fotografie
- 1948: Günther Rüther, deutscher Politikwissenschaftler
- 1948: Angelika Zöllner, deutsche Schriftstellerin
- 1949: Ásta Ragnheiður Jóhannesdóttir, isländische Politikerin
- 1950: Riitta Salin, finnische Leichtathletin

#### 1951–1975
- 1951: Li Ho-pyong, nordkoreanischer Ringer
- 1951: Alexei Jurjewitsch Smirnow, russischer theoretischer Physiker
- 1951: Angelika Zanolari, Schweizer Politikerin (SVP)
- 1952: Ray Anderson, US-amerikanischer Jazzposaunist
- 1953: Dietrich Adam, deutscher Schauspieler
- 1953: Paulo Roberto Falcão, brasilianischer Fußballspieler
- 1953: Tony Carey, US-amerikanischer Rockmusiker
- 1953: Esther Chajut, israelische Juristin und Präsidentin des Obersten Gerichts in Israel
- 1953: Nestor Soriano, philippinischer Regattasegler
- 1954: Tim Berne, US-amerikanischer Altsaxophonist
- 1954: Corinna Harfouch, deutsche Schauspielerin
- 1954: Volker Schimpff, deutscher Herausgeber und Politiker
- 1955: Lynn Cain, US-amerikanischer American-Football-Spieler
- 1955: Antonina Dymowa, sowjetische Ruderin
- 1956: Marin Alsop, US-amerikanische Dirigentin
- 1956: Laurence Traiger, US-amerikanischer Komponist
- 1956: Linard Bardill, Schweizer Liedermacher und Schriftsteller
- 1956: Elisabeth Edl, österreichische Übersetzerin
- 1957: Sabine John, deutsche Leichtathletin
- 1958: Mike Muuss, US-amerikanischer Wissenschaftler, Autor des Netzwerkprogramms Ping
- 1958: Tim Robbins, US-amerikanischer Schauspieler
- 1959: Sven-Georg Adenauer, deutscher Politiker
- 1959: John Whittingdale, britischer Politiker
- 1960: Benno Elbs, österreichischer Theologe
- 1960: Bob Mould, US-amerikanischer Sänger, Songwriter und Gitarrist
- 1960: Petra Pfaff, deutsche Leichtathletin
- 1960: Johannes Schild, deutscher Komponist und Dirigent
- 1961: Wilma Delissen-van Tongerlo, niederländische Politikerin
- 1961: Gene Jackson, US-amerikanischer Jazzmusiker
- 1961: Isis Krüger, deutsche Theater-, Film- und Fernsehschauspielerin
- 1962: Michael Balzary, US-amerikanischer Bassist (Red Hot Chili Peppers)
- 1962: Marieta Ilcu, rumänische Weitspringerin
- 1962: Christian Stolte, US-amerikanischer Schauspieler
- 1962: Frank Urbaniok, deutsch-schweizerischer forensischer Psychiater
- 1963ː Pamela Bach, US-amerikanische Schauspielerin
- 1963: Peter Hermann, liechtensteinischer Radsportler
- 1963: Thomas König, deutscher Handballspieler und -trainer
- 1966: Andreas Hill, deutscher Fußballspieler
- 1966: Stefan Reuter, deutscher Fußballspieler

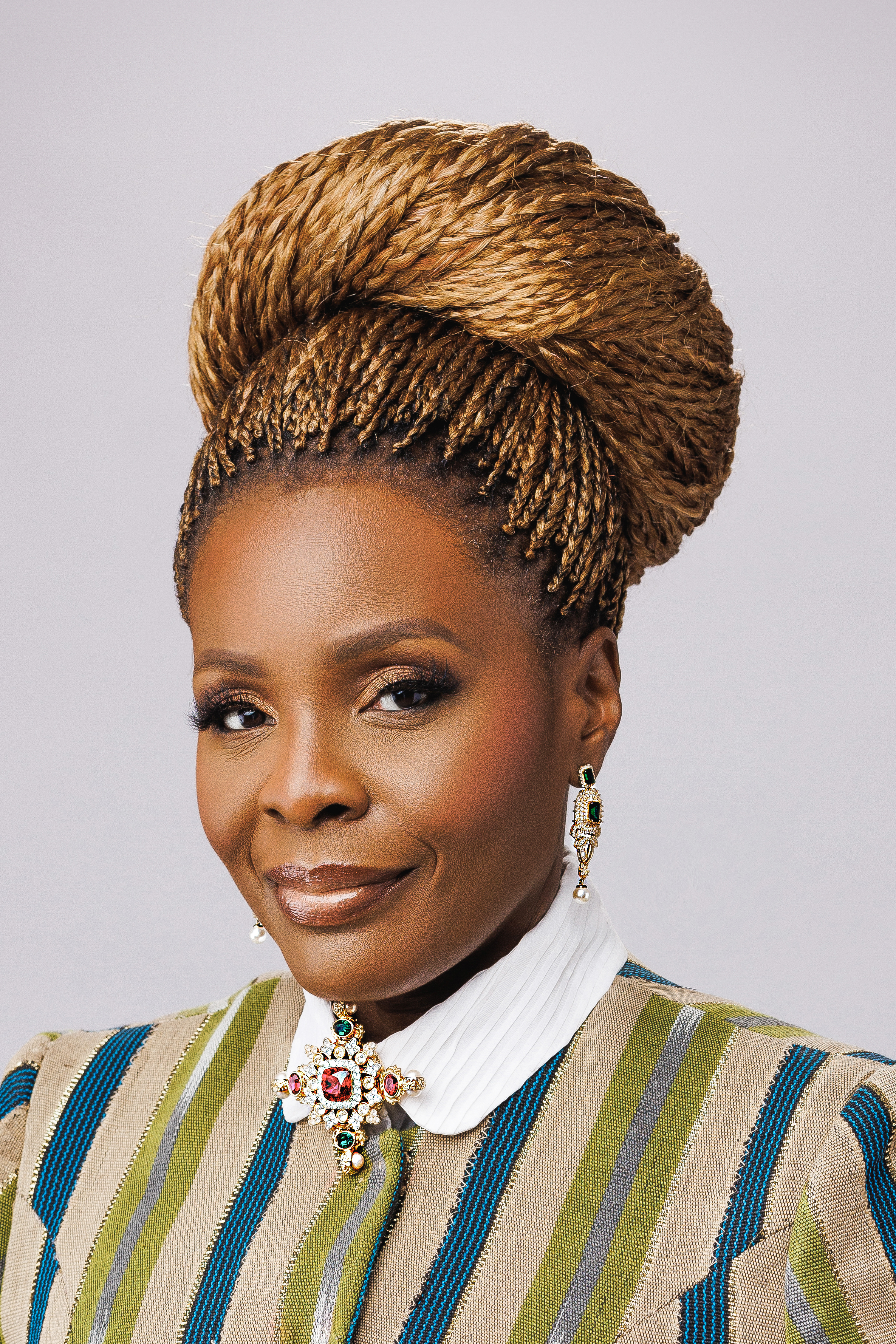
Olajumoke Adenowo (* 1968)

- 1968ː Olajumoke Adenowo, nigerianische Architektin, Unternehmerin, Schriftstellerin
- 1968: Silvia Arber, schweizerische Neurobiologin
- 1969: Bettina Cramer, deutsche Fernsehmoderatorin, Filmproduzentin und Autorin
- 1970: Claudio David Arzeno, argentinischer Fußballspieler
- 1970: Mehmet Scholl, deutscher Fußballspieler
- 1971: Michael von der Heide, Schweizer Sänger
- 1971: Anke Stelling, deutsche Schriftstellerin
- 1972: Tomasz Hajto, polnischer Fußballspieler
- 1972: Sebastián Modarelli, argentinischer Komponist und Organist
- 1973: Andy Gätjen, US-amerikanisch-deutscher Schauspieler
- 1973: Philipp Hochmair, österreichischer Schauspieler
- 1973: Eva Röse, schwedische Schauspielerin
- 1974: Aurela Gaçe, albanische Sängerin
- 1974: Paul Kariya, kanadischer Eishockeyspieler

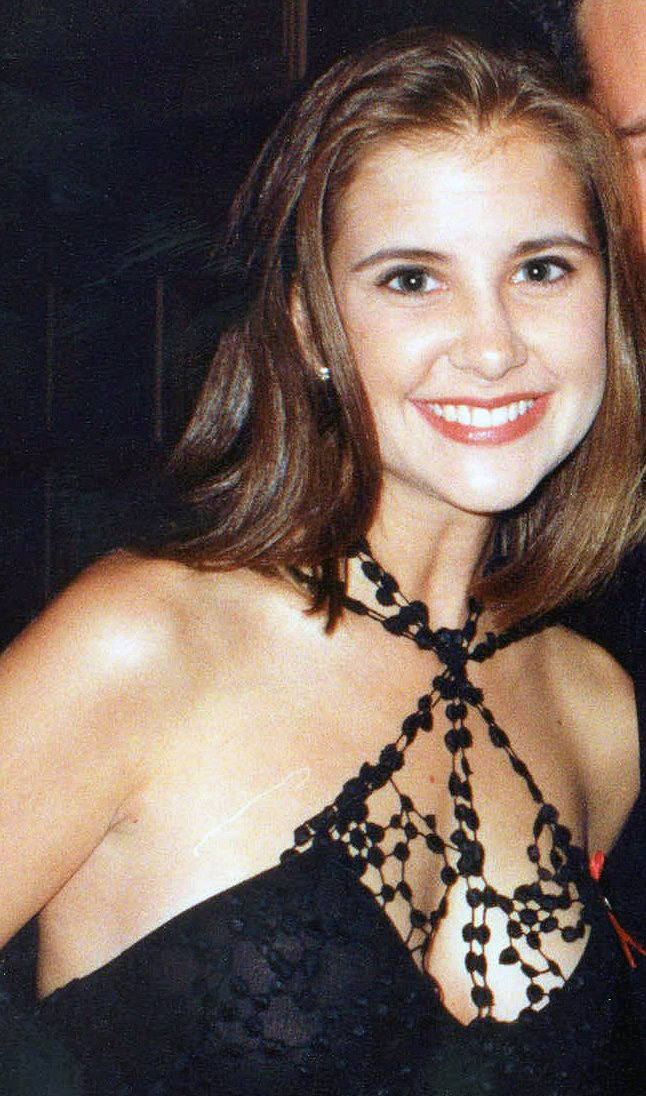
Kellie Martin (* 1975)

- 1975: Kellie Martin, US-amerikanische Schauspielerin und Regisseurin

#### 1976–2000
- 1976: Marius Colucci, französischer Schauspieler
- 1976: Nándor Fazekas, ungarischer Handballspieler
- 1977: John Mayer, US-amerikanischer Musiker und Songwriter
- 1977: Björn Otto, deutscher Leichtathlet
- 1979: Kelly Adams, britische Schauspielerin
- 1980: Laura Nativo, US-amerikanische Schauspielerin
- 1980: Trine Nielsen, dänische Handballspielerin
- 1980: Sérgio da Silva Pinto, deutsch-portugiesischer Fußballspieler
- 1980: Ozan Ünal, deutscher Hörspiel- und Synchronsprecher
- 1980: Jan Wilke, deutscher Komponist und Chorleiter
- 1981: Aygül Berîvan Aslan, österreichische Politikwissenschaftlerin, Juristin und Politikerin
- 1982: Ildar Fatkullin, russischer Skispringer
- 1982: Jeremias Rose, deutscher Handballspieler
- 1982: Pasi Schwalger, samoanischer Fußballspieler
- 1982: David Solga, deutscher Fußballspieler
- 1983: John Afoa, neuseeländischer Rugbyspieler
- 1983: Cristian Ianu, rumänischer Fußballspieler
- 1983: Philipp Kohlschreiber, deutscher Tennisspieler
- 1983: Loreen, schwedische Sängerin
- 1983: Michèle Mani, kamerunische Fußballspielerin
- 1983: Rémi Ochlik, französischer Fotograf
- 1984: Armend Dallku, albanischer Fußballspieler
- 1984: Roberto Hilbert, deutscher Fußballspieler
- 1985: Johannes Clair, deutscher Autor

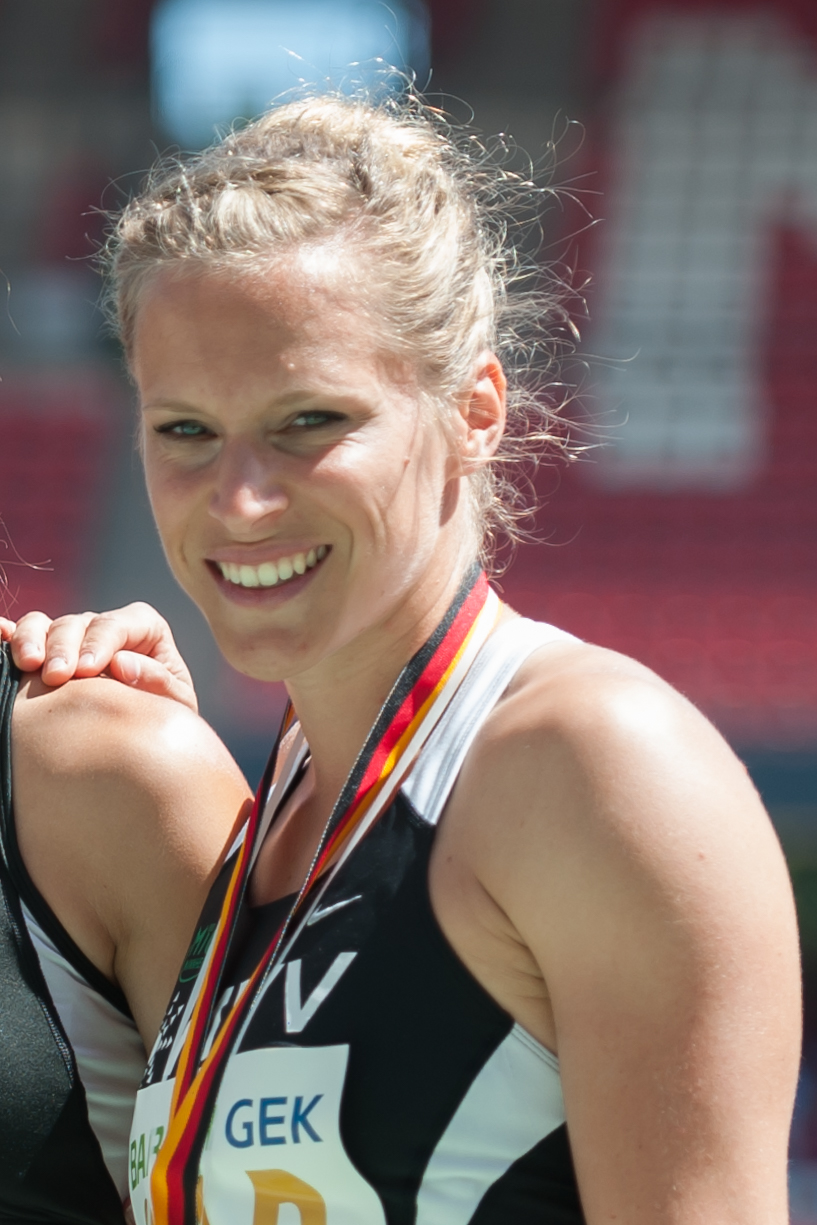
Verena Sailer (* 1985)

- 1985: Verena Sailer, deutsche Sprinterin
- 1985: Manuel Späth, deutscher Handballspieler
- 1985: Casey Stoner, australischer Motorradrennfahrer
- 1986: Inna, rumänische Dance-Sängerin
- 1987: Nina Kraviz, Russische Techno und Electronic DJ
- 1987: Patrizia Kummer, Schweizer Snowboarderin
- 1988: Tumua Anae, US-amerikanische Wasserballspielerin
- 1988: Zoltán Stieber, ungarischer Fußballspieler
- 1989: Dan Biggar, walisischer Rugbyspieler
- 1989: Stefanie Draws, deutsche Fußballspielerin
- 1990: Weni Anggraini, indonesische Badmintonspielerin
- 1990: Jóhanna Guðrún Jónsdóttir, isländische Sängerin
- 1991: Tiffany Cameron, kanadische Fußballspielerin
- 1991: John und Edward Grimes, irisches Musikduo
- 1991: Kevin Pannewitz, deutscher Fußballspieler
- 1991: Roko Peribonio, kroatischer Handballspieler
- 1992: Viktorija Golubic, Schweizer Tennisspielerin
- 1992: Lukáš Šembera, tschechischer Motorradrennfahrer
- 1993: Tanja Padutsch, deutsche Handballspielerin
- 1993: Clément Venturini, französischer Radrennfahrer
- 1994: Alice Oseman, britische Jugendbuchautorin
- 1995: Dinah Eckerle, deutsche Handballspielerin
- 1995: Harry Leask, britischer Ruderer
- 1995: Greta Small, australische Skirennläuferin
- 1996: Toprak Razgatlıoğlu, türkischer Motorradrennfahrer
- 1997: Charles Leclerc, monegassischer Automobilrennfahrer
- 1997: Naomi Ōsaka, japanische Tennisspielerin
- 1997: Christian Scaroni, italienischer Radrennfahrer
- 1998: Jan Hörl, österreichischer Skispringer
- 1998: Martin Ludwig, deutscher Fußballspieler
- 1999: Nicolò Bulega, italienischer Motorradrennfahrer
- 1999: Ljubow Dolgaja, russische Billardspielerin
- 1999: Gerard Riu, spanischer Motorradrennfahrer

### 21. Jahrhundert
- 2002: Jule Brand, deutsche Fußballerin
- 2002: Alexander Hartvig, dänischer Automobilrennfahrer

## Gestorben

### Vor dem 16. Jahrhundert
- 0640: St. Gallus, Wandermönch und Missionar, Gründer von St. Gallen
- 0786: Lullus von Mainz, katholischer Heiliger, erster Erzbischof von Mainz
- 0839: Heriburg von Nottuln, Äbtissin
- 0955: Stoignew, elbslawischer Fürst
- 1071: Almodis de la Marche, Gräfin von Barcelona
- 1123: Bertrand de Comminges, Bischof von Comminges
- 1129: Gerhard III. von Wassenberg, Graf von Wassenberg
- 1130: Pedro González de Lara, kastilischer Adliger
- 1137: Adalbero III., Bischof von Basel
- 1190: Ludwig III., Landgraf von Thüringen und Teilnehmer des Dritten Kreuzzugs
- 1209: Ermengol VIII., Graf von Urgell
- 1221: Friedrich II. von Brehna und Wettin, Graf von Brehna, Burggraf von Wettin
- 1239: Přemysl, Markgraf von Mähren
- 1251: Volkard von Neuburg, Bischof von Chur
- 1308: Otto III. von Rietberg, Bischof von Münster
- 1323: Amadeus V., Graf von Savoyen
- 1333: Nikolaus V., italienischer Gegenpapst in Rom
- 1348: Luitgard von Wittichen, deutsche Mystikerin und Klostergründerin
- 1355: Ludwig, König von Sizilien
- 1381: Withego II. Hildbrandi, Bischof von Naumburg
- 1396: Agnolo Gaddi, italienischer Maler
- 1410: Giovanni Migliorati, Kardinal der katholischen Kirche
- 1422: Johann IV., Herzog zu Mecklenburg
- 1426: Hynek Boček von Podiebrad, böhmisch-mährischer Adliger
- 1438: Anne, Countess von Northampton
- 1439: Ambrož Hradecký, tschechischer Priester, Prediger und Politiker

### 16. bis 18. Jahrhundert

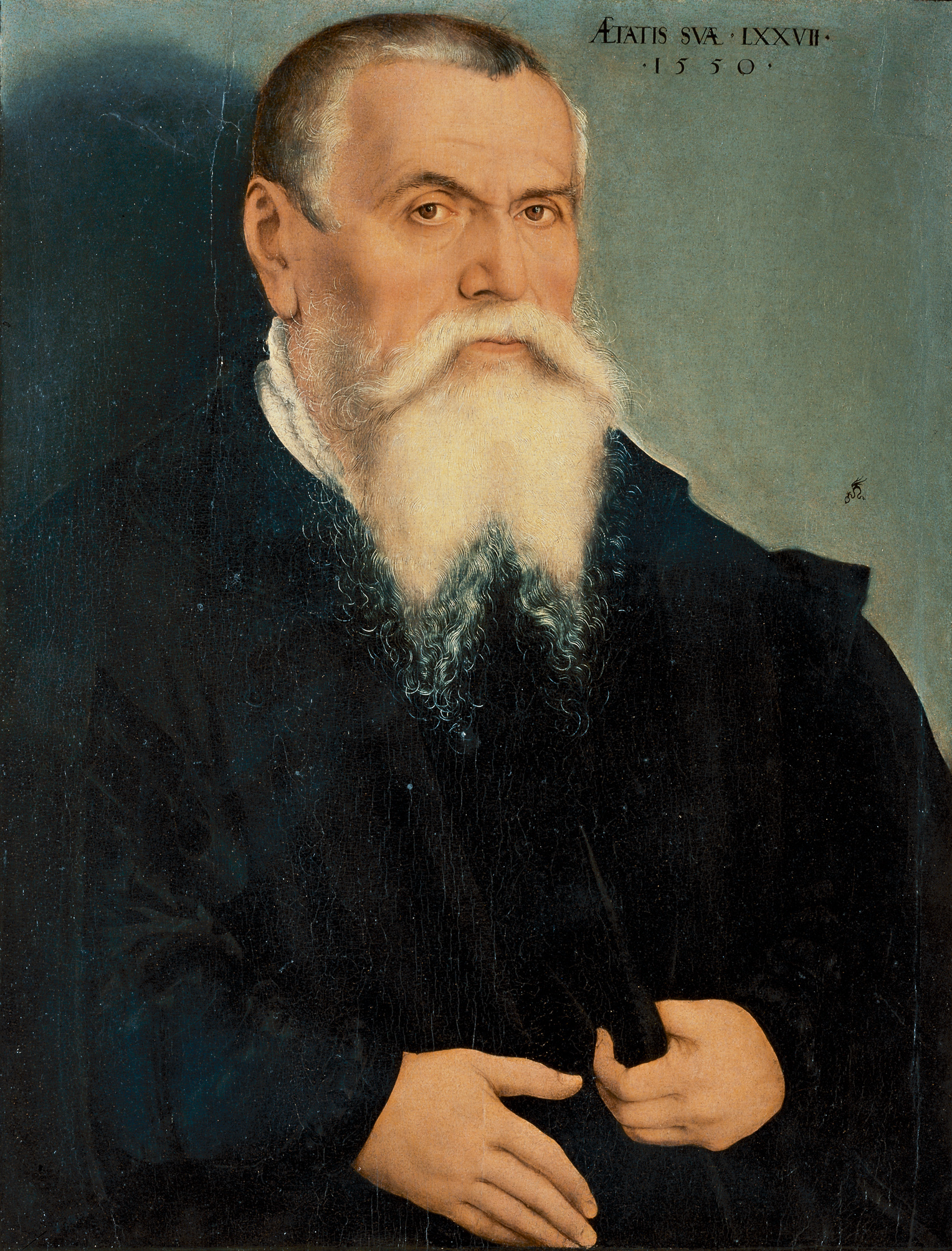
Lucas Cranach der Ältere († 1553)

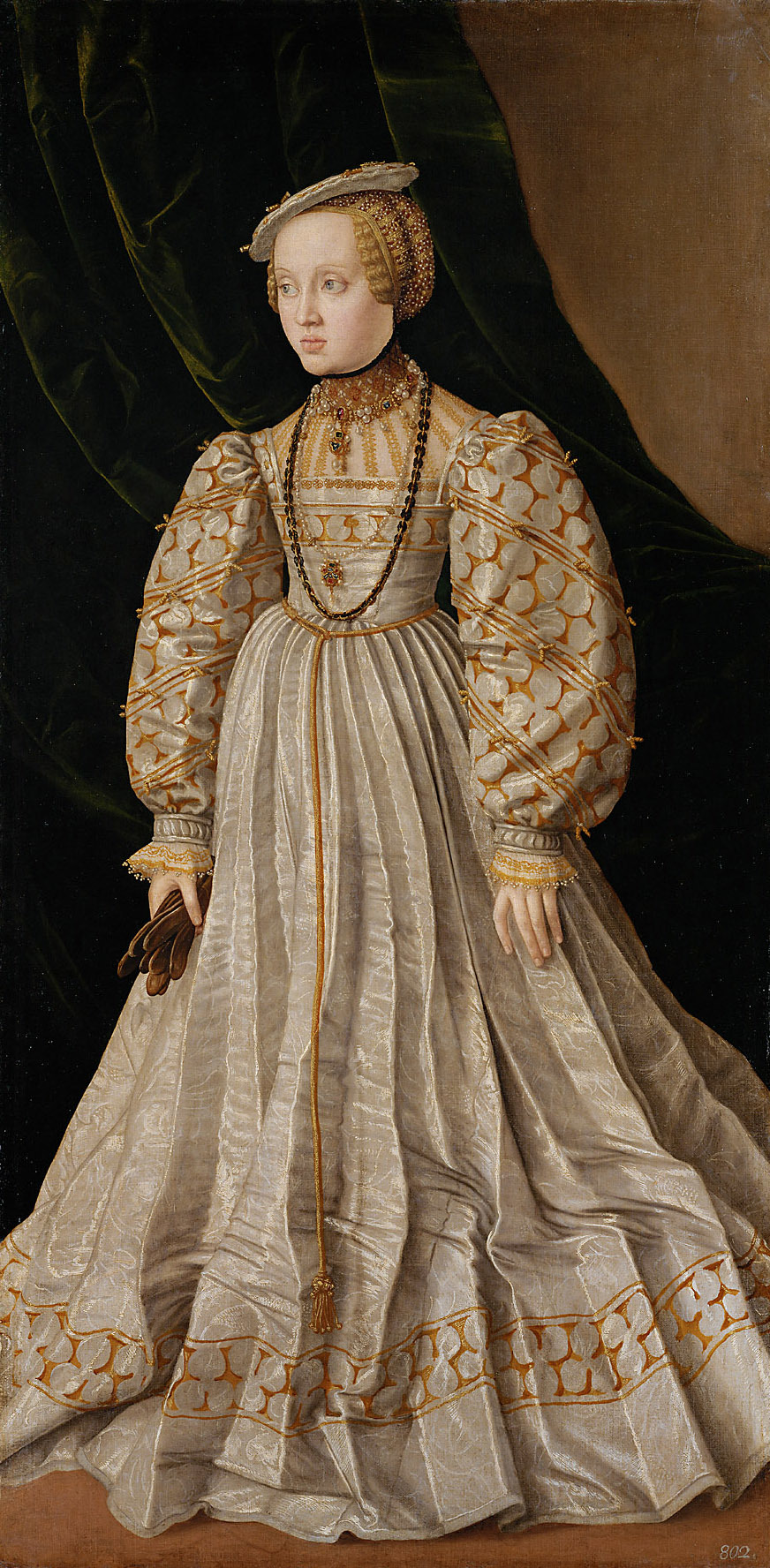
Anna von Österreich († 1590)

- 1507: Johann von Riedheim, Fürstabt von Kempten
- 1516: Francesco Fiorentino, italienischer Architekt, Bildhauer und Steinmetz
- 1523: Luca Signorelli, italienischer Maler
- 1528: Hernando Alonso, spanisch-marranischer Entdecker und erstes Opfer der Inquisition in Mexiko
- 1532: Gottschalck Lunte, Lübecker Bürgermeister
- 1533: Gianfrancesco Pico della Mirandola, italienischer Philosoph
- 1537: Françoise de Foix, französische Adlige und Mätresse des französischen Königs Franz I.
- 1541: Johann Baptista von Taxis, Burgundisch-Niederländischer Generalpostmeister
- 1553: Lucas Cranach der Ältere, deutscher Maler
- 1555: Hugh Latimer, englischer Theologe und Reformator
- 1555: Nicholas Ridley, Bischof der anglikanischen Kirche
- 1588: Joachim Lüneburg, Lübecker Bürgermeister
- 1590: Anna, Herzogin von Bayern
- 1591: Gregor XIV., Papst
- 1594: William Allen, englischer Kardinal
- 1609: Dorothea Hedwig von Braunschweig-Wolfenbüttel, Fürstin von Anhalt-Zerbst
- 1621: Jan Pieterszoon Sweelinck, niederländischer Organist und Komponist
- 1628: François de Malherbe, französischer Dichter und Literaturtheoretiker
- 1631: Georg Gloger, deutscher Dichter
- 1632: Anna von Jülich-Kleve-Berg, Pfalzgräfin bei Rhein zu Neuburg
- 1634: Otto Ludwig von Salm-Kyrburg-Mörchingen, schwedischer General
- 1638: Jacob Isaacsz. van Swanenburgh, niederländischer Maler
- 1653: Jan Wildens, flämischer Maler
- 1654: Hercule de Rohan, Herzog von Montbazon, Pair von Frankreich
- 1679: Roger Boyle, 1. Earl of Orrery, englischer Staatsmann und Schriftsteller
- 1679: Statius Speckhan, Bremer Bürgermeister und königlich-schwedischer Geheimrat
- 1680: Raimund von Montecuccoli, österreichischer Feldherr, Diplomat und Staatsmann
- 1681: Michael Heinrich Horn, deutscher Chemiker und Mediziner
- 1692: Christian Albrecht, Markgraf des fränkischen Fürstentums Ansbach
- 1721: Johann Bücher, deutscher evangelischer Theologe
- 1723: Giovanni Battista Contini, italienischer Architekt
- 1729: Johann Heinrich Ernesti, deutscher Pädagoge, Rektor der Thomasschule zu Leipzig
- 1733: Thomas Haresleben, österreichischer Steinmetzmeister und Bildhauer, Dombaumeister zu St. Stephan, Obervorsteher der Wiener Bauhütte
- 1748: Franz Joachim Beich, deutscher Maler
- 1750: Silvius Leopold Weiss, deutscher Lautenist und Komponist
- 1751: Christine Charlotte zu Solms-Braunfels, Prinzessin von Hessen-Homburg

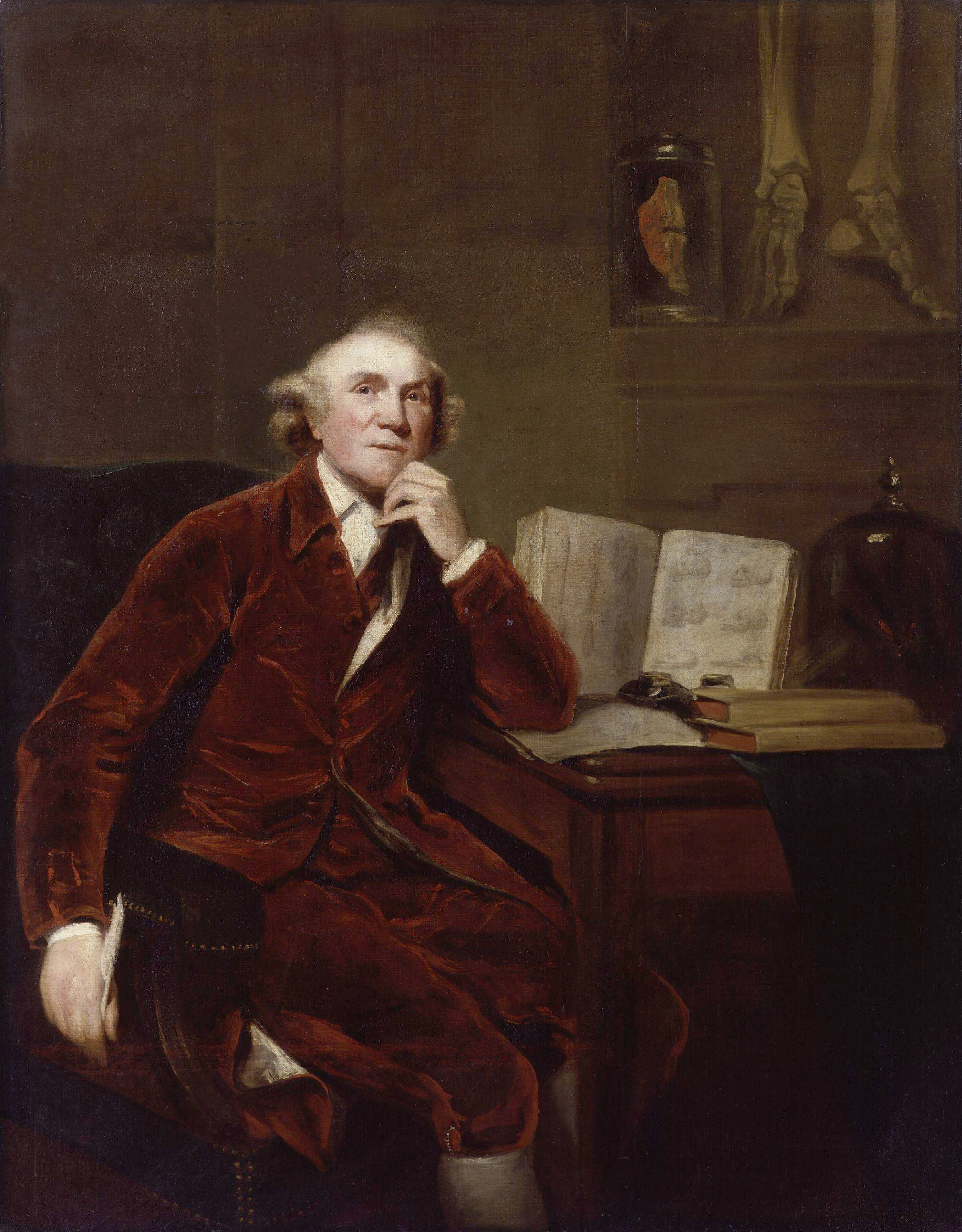
John Hunter
(† 1793)

- 1755: Hans Moritz von Brühl, Wirklicher Geheimer Rat, General der Kavallerie und Statthalter der Deutschordensballei Thüringen
- 1755: Gerhard Majella, italienischer katholischer Heiliger, Laienbruder und Mystiker
- 1767: Nikita Jurjewitsch Trubezkoi, russischer Staatsmann, Generalprokureur und Feldmarschall
- 1772: Ahmad Schah Durrani, Gründer des Durrani-Staates im heutigen Afghanistan
- 1786: Johann Friedrich Vitzthum von Eckstädt, polnischer und kursächsischer Generalleutnant
- 1789: George Christoph von Arnim, deutscher Offizier
- 1791: Grigori Potjomkin, russischer Feldmarschall
- 1793: Marie-Antoinette, französische Königin
- 1793: John Hunter, britischer Anatom, Begründer der wissenschaftlichen Chirurgie
- 1795: Joseph Le Bon, französischer Revolutionär
- 1796: Viktor Amadeus III., König von Sardinien-Piemont und Herzog von Savoyen

### 19. Jahrhundert
- 1807: Johann Joseph Thalherr, österreichischer Architekt
- 1810: Rabbi Nachman, chassidischer Rabbi
- 1810: Christoph Daniel Prätorius, deutscher Jurist und Pädagoge
- 1814: José Antonio Caro de Boesi, venezolanischer (italienischer) Komponist
- 1814: Juan José Landaeta, venezolanischer (italienischer) Komponist
- 1828: Johann Wilhelm Bartsch, deutscher Pädagoge, Universalgelehrter und Gutsbesitzer
- 1828: Johann Adolf Engels, deutscher Unternehmer
- 1831: Angelo Agnoletto, italienischer Theologe

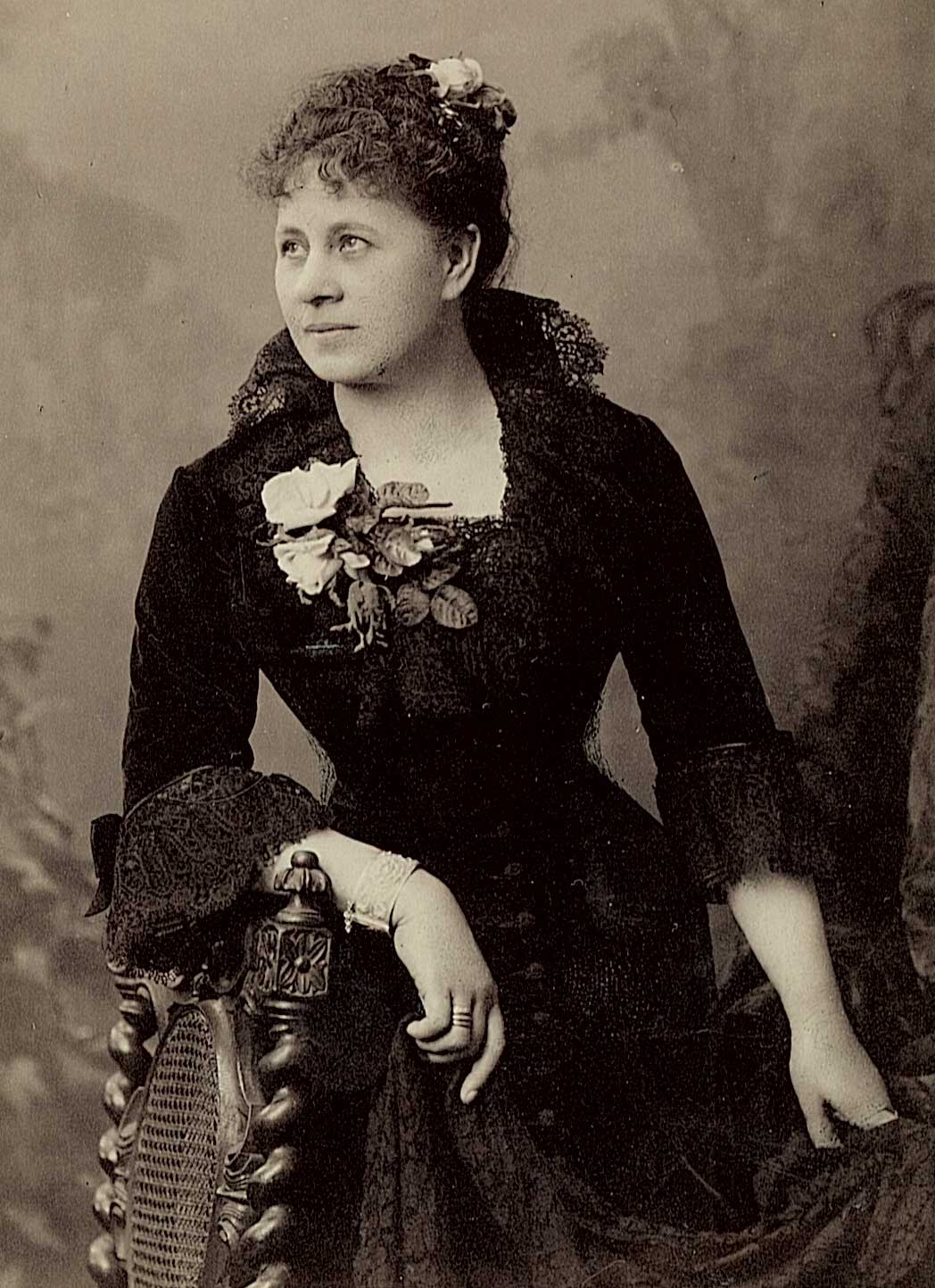
Johanna Wagner († 1894)

- 1833: Ildefons von Arx, schweizerischer Mönch und Historiker
- 1833: Friedrich Karsten, deutscher Jurist
- 1837: Archibald Austin, US-amerikanischer Politiker
- 1862: George Burgwyn Anderson, US-amerikanischer General
- 1873: Frederik Due, norwegischer Offizier und Staatsminister
- 1877: Théodore Barrière, französischer Dramatiker
- 1879: Sergei Michailowitsch Solowjow, russischer Historiker
- 1880: Edouard Wolff, polnischer Pianist und Komponist
- 1885: Hugh Rose, 1. Baron Strathnairn, britischer Feldmarschall
- 1893ː Sinaida Iwanowna Jussupowa, russische Hofdame
- 1894ː Johanna Wagner, deutsche Sängerin
- 1898: Louis Gallet, französischer Librettist und Schriftsteller

### 20. Jahrhundert

#### 1901–1950
- 1906ː Varina Davis, zweite Ehefrau von Jefferson Davis, dem Präsidenten der Konföderierten Staaten von Amerika
- 1907: Otto Kuchenbecker, deutscher Basketballspieler
- 1909: Jakub Bart-Ćišinski, sorbischer Dichter
- 1909: Ferdinand Hidber, Schweizer Schullehrer, Verleger und Politiker
- 1914: John Murray, britischer Ozeanograph
- 1917: Walter Flex, deutscher Dichter
- 1917: Georg Wellstein, deutscher Jurist und Politiker
- 1919: Julius Spohn, württembergischer Mäzen, Textil- und Zementunternehmer
- 1920: Cäsar Flaischlen, deutscher Lyriker und Mundartdichter
- 1920: Alberto Nepomuceno, brasilianischer Komponist
- 1923: Hartmut Goethe, deutscher Schiffs- und Tropenmediziner
- 1925: Christian Krohg, norwegischer Maler
- 1928: Sally von Kügelgen, deutschbaltische Malerin
- 1929: Frank Van der Stucken, US-amerikanischer Komponist und Dirigent

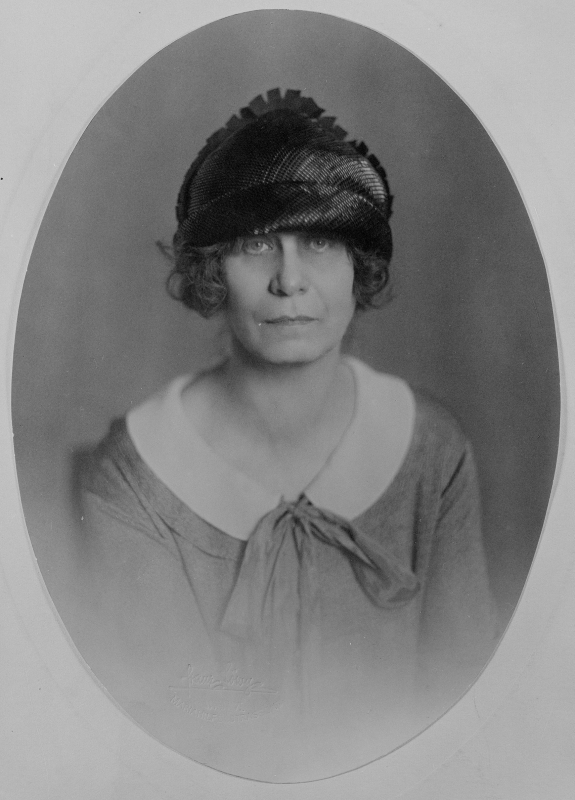
Berta Zuckerkandl-Szeps (* 1945)

- 1931: William Oscar Atkeson, US-amerikanischer Politiker
- 1933: Maurice Renaud, französischer Sänger
- 1938: Noma Seiji, japanischer Verleger
- 1939: Ludolf Nielsen, dänischer Komponist
- 1939: Stephan Freiherr Sarkotić von Lovćen, Generaloberst der österreichisch-ungarischen Armee, Militär-Gouverneur von Bosnien und Herzegowina
- 1941: Arthur Kronfeld, deutscher Psychiater
- 1944: Maximilian Adler, tschechischer Klassischer Philologe und Hochschullehrer
- 1945: Franz Winkler, österreichischer Politiker
- 1945: Berta Zuckerkandl-Szeps, österreichische Schriftstellerin und Journalistin
- 1946: Hans Frank, deutscher Jurist und NS-Funktionär, Kriegsverbrecher
- 1946: Wilhelm Frick, deutscher Jurist und Politiker, Kriegsverbrecher
- 1946: Alfred Jodl, deutscher Heeresoffizier, Generaloberst, Generalstabschef des Heeres, Kriegsverbrecher
- 1946: Ernst Kaltenbrunner, österreichischer Offizier, Kriegsverbrecher
- 1946: Wilhelm Keitel, deutscher Generalfeldmarschall, Chef des Oberkommandos der Wehrmacht, Kriegsverbrecher
- 1946: Joachim von Ribbentrop, deutscher NS-Politiker, Reichsminister des Auswärtigen, Kriegsverbrecher
- 1946: Alfred Rosenberg, NS-Chefideologe, Kriegsverbrecher
- 1946: Fritz Sauckel, deutscher Politiker im Nationalsozialismus, Generalbevollmächtigter für den Arbeitseinsatz, Kriegsverbrecher
- 1946: Arthur Seyss-Inquart, österreichischer Politiker, Kriegsverbrecher
- 1946: Julius Streicher, deutscher Politiker und Propagandist, Eigentümer und Herausgeber des Hetzblattes Der Stürmer, Kriegsverbrecher
- 1947: Viktor Graf von Attems-Heiligenkreuz, österreichische Präsident der Seebehörde in Triest
- 1947: João Pernambuco, brasilianischer Gitarrist und Komponist
- 1947: Gitz Rice, kanadischer Sänger, Pianist, Komponist und Entertainer
- 1947: Balys Sruoga, litauischer Dichter, Dramatiker, Kritiker und Literaturwissenschaftler
- 1949: Bernard Berg, US-amerikanischer Turner deutscher Herkunft

#### 1951–2000
- 1951ː Klara Fricke, deutsche Aktivistin in der Jugendfürsorge
- 1954: Takashi Akiba, japanischer Soziologe
- 1954: Friedrich Wilhelm Lübke, deutscher Politiker
- 1956: Jules Rimet, französischer Fußballfunktionär
- 1957: Ralph Benatzky, österreichischer Komponist
- 1959: George Catlett Marshall, US-amerikanischer General und Politiker, Nobelpreisträger
- 1964: Otto Groß, deutscher Schwimmer
- 1966ː Assja Turgenieff, russisch-schweizerische Grafikerin, Glaskünstlerin, Eurythmistin und Anthroposophin
- 1967: Friedrich Gogarten, deutscher Theologe
- 1967: Aimé Vassiaux, französischer Autorennfahrer
- 1968: Walter Friedrich, deutscher Biophysiker
- 1968: Freddie Frinton, britischer Schauspieler (Dinner for One)
- 1969: Billy Munro, amerikanisch-kanadischer Pianist und Komponist
- 1972: Leo G. Carroll, englischer Schauspieler
- 1972: Henri Stoffel, französischer Automobilrennfahrer
- 1973: Josef Aust, deutscher Politiker
- 1973: Gene Krupa, US-amerikanischer Jazz-Schlagzeuger
- 1975: Hugh Adcock, britischer Fußballspieler
- 1975: Don Barclay, US-amerikanischer Schauspieler
- 1975: Johan Goslings, niederländischer Mediziner
- 1977: Jürgen Schumann, deutscher Pilot
- 1978: Alexander Spoerl, deutscher Schriftsteller
- 1980: Willy Schäfer, Schweizer Handballspieler
- 1981: Mosche Dajan, israelischer General
- 1981: Rewas Laghidse, georgischer Komponist
- 1982: Jakov Gotovac, kroatischer Komponist
- 1982: Mario del Monaco, italienischer Opernsänger
- 1983: Øivin Fjeldstad, norwegischer Komponist und Dirigent
- 1983: Willy Ritschard, Schweizer Politiker
- 1986: Arthur Grumiaux, belgischer Violinist
- 1986: Sandro Puppo, italienischer Fußballspieler und -trainer
- 1987ː Mary Gerold, zweite Ehefrau, Nachlassverwalterin und Herausgeberin Kurt Tucholskys
- 1987: Joseph Höffner, deutscher Kardinal und Erzbischof von Köln
- 1989: Walter Farley, US-amerikanischer Schriftsteller
- 1989: Cornel Wilde, US-amerikanischer Schauspieler und Filmregisseur
- 1990: Art Blakey, US-amerikanischer Jazz-Schlagzeuger
- 1991: Arthur E. Arling, US-amerikanischer Kameramann
- 1991: Giacomo Mari, italienischer Fußballspieler und -trainer
- 1991: Boris Papandopulo, kroatischer Komponist und Dirigent
- 1991: Juku Pent, deutscher Skilangläufer
- 1993: Sylvère Caffot, französischer Komponist
- 1993: Flora Nwapa, nigerianische Schriftstellerin
- 1996: Eric Malpass, britischer Schriftsteller
- 1997: James A. Michener, US-amerikanischer Schriftsteller
- 2000: Gerhard Buchführer, deutscher Parteifunktionär, Wirtschaftswissenschaftler und Hochschullehrer

### 21. Jahrhundert
- 2002: Karl-Heinz Kreienbaum, deutscher Schauspieler
- 2003: Stu Hart, kanadischer Wrestler
- 2003: László Papp, ungarischer Boxer
- 2004: Burk Mertens, deutscher Radiomoderator
- 2004: Pierre Salinger, US-amerikanischer Journalist, Pressesprecher von John F. Kennedy und Lyndon B. Johnson
- 2004: Mario Santi, Schweizer Sportmoderator
- 2005: Josef Bössner, österreichischer Bahnsportler
- 2005ː Zdena Strobachová, tschechische Graphikerin, Malerin, Designerin, Glas- und Textilkünstlerin
- 2006: Niall Andrews, irischer Politiker
- 2006: Thet Win Aung, birmanischer Dissident
- 2007: Ulrich Heinrich, deutscher Politiker, MdB

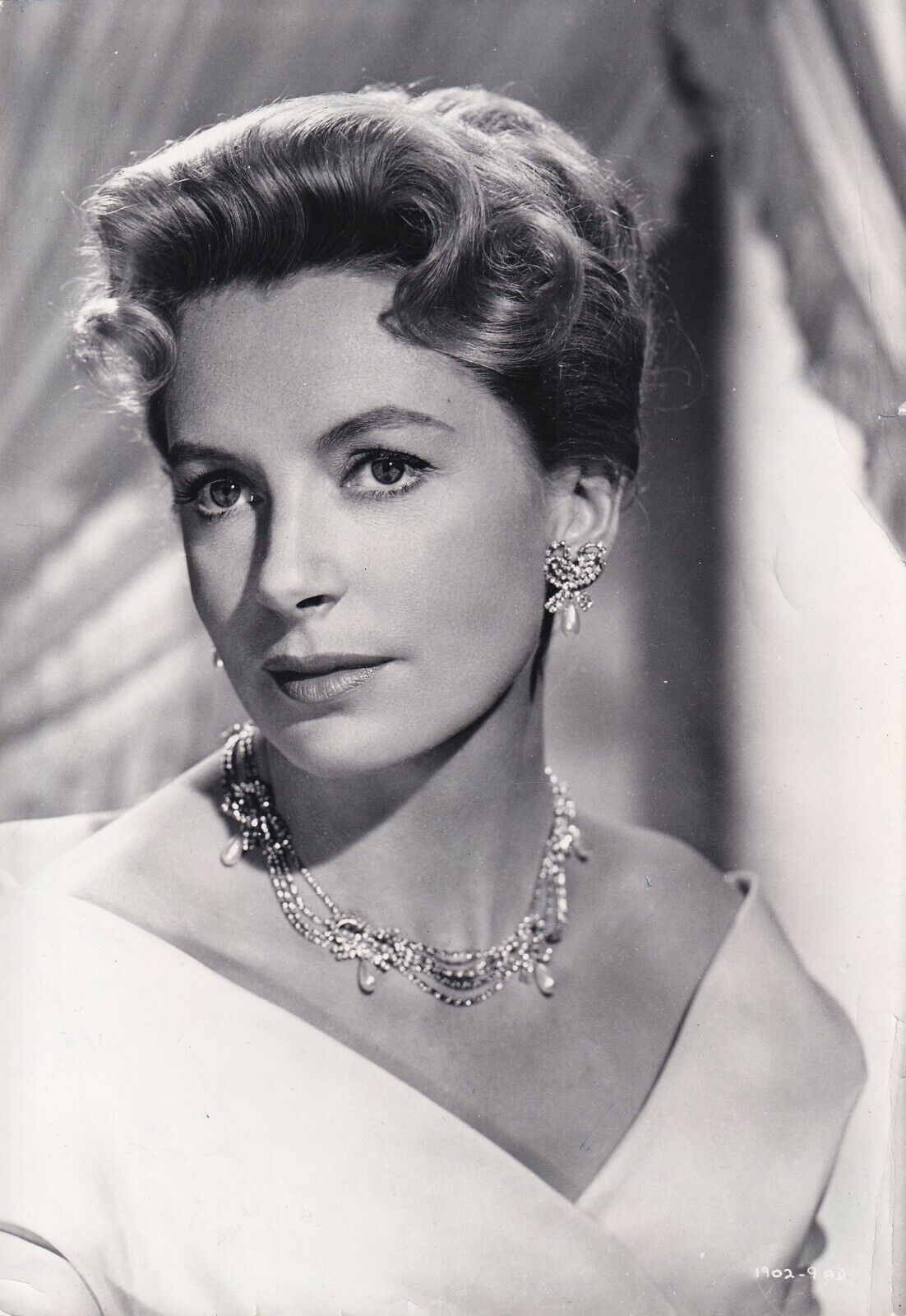
Deborah Kerr († 2007)

- 2007: Deborah Kerr, britische Schauspielerin
- 2007: Rosalio José Castillo Lara, venezolanischer Ordensgeistlicher, Kurienkardinal
- 2007: Toše Proeski, mazedonischer Sänger
- 2008: Bob Johnson, US-amerikanischer Autorennfahrer
- 2011: Ursula Cain, deutsche Tänzerin und Tanzpädagogin
- 2011: Dan Wheldon, britischer Rennfahrer
- 2012: Hans-Dieter Diehl, deutscher Fußballspieler
- 2012: John A. Durkin, US-amerikanischer Politiker
- 2012: Simon Phillips, britischer Autorennfahrer
- 2012: Kurt Watzke, österreichischer Ruderer
- 2012: Herbert Wochinz, österreichischer Theaterregisseur und -intendant
- 2013: Ed Lauter, US-amerikanischer Schauspieler
- 2015: Mario Scheuermann, deutscher Journalist und Weinkritiker
- 2016: Rupert Gottfried Frieberger, österreichischer Organist, Komponist, Musikwissenschaftler und Theologe

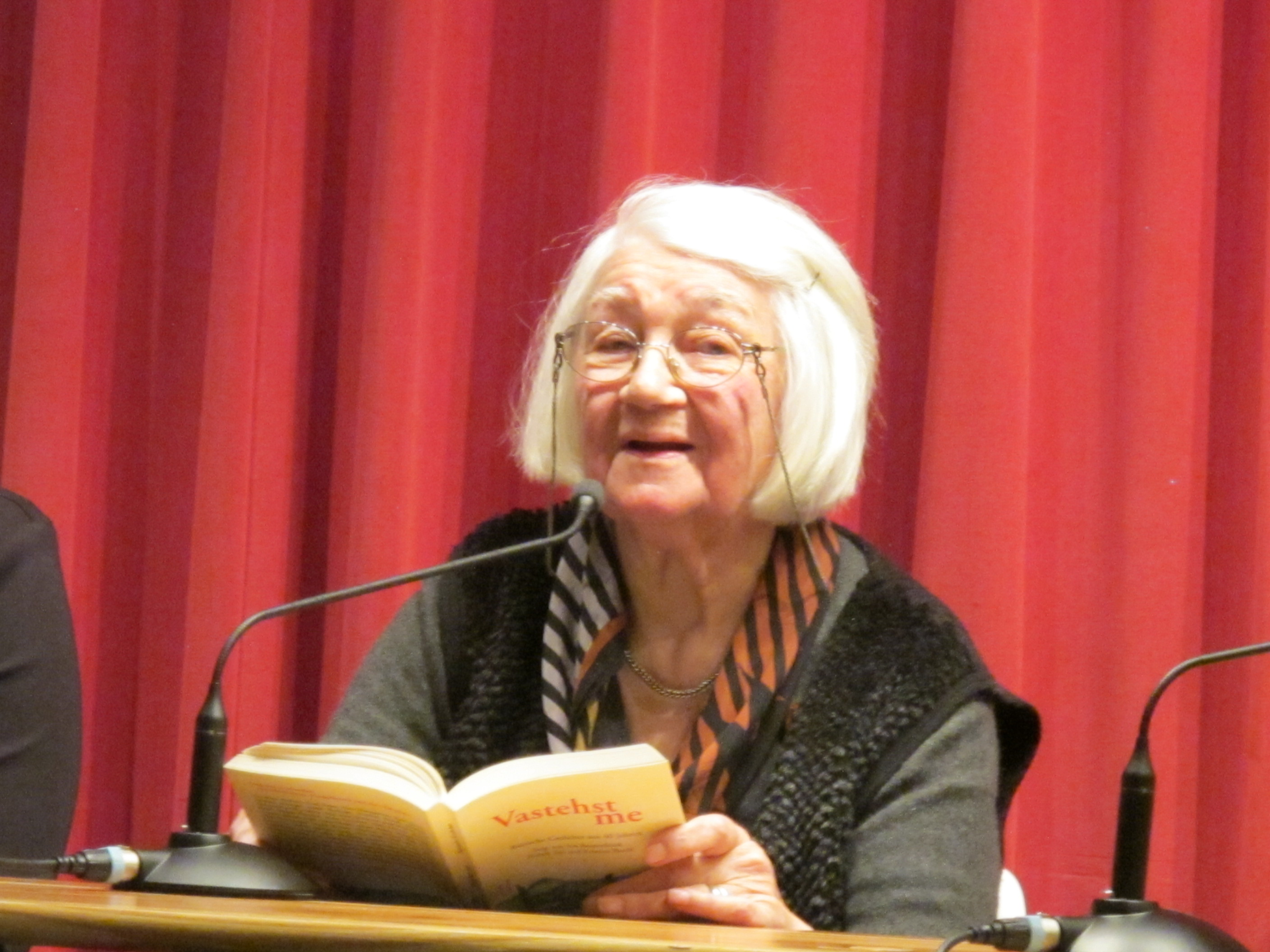
Margret Hölle († 2023)

- 2016: Arsen Sergejewitsch Pawlow, russischer Milizenführer
- 2016: Hugo Romani, argentinischer Sänger
- 2016: Jerzy Tuszewski, polnischer Journalist, Dokumentarfilmer, Dramatiker, Radio- und Theaterregisseur und Produzent von Dokumentarfilmen
- 2017: Roy Dotrice, britischer Schauspieler
- 2018: Berthold Leibinger, deutscher Unternehmer und Stifter
- 2018: Wilfried Scharnagl, deutscher Journalist und Parteifunktionär
- 2019: Bernard Fisher, US-amerikanischer Mediziner
- 2019: Kees Olthuis, niederländischer Fagottist, Pianist und Komponist
- 2020: José Alvarez-Brill, deutscher Musiker, Komponist und Produzent
- 2020: László Branikovits, ungarischer Fußballspieler
- 2020: Anthony Chisholm, US-amerikanischer Schauspieler
- 2020: Joaquín Pardo, kolumbianischer Fußballspieler
- 2020: Michel Rateau französischer Komponist
- 2022: Ronald Stedman, britischer Schwimmer
- 2023: Hannelore Greve, deutsche Unternehmerin und Mäzenatin
- 2023: Margret Hölle, deutsche Lyrikerin und Erzählerin
- 2024: Liam Payne, britischer Sänger
- 2024: Yahya Sinwar, palästinensischer Terrorist und Politiker, Führer der Hamas
- 2024ː Gunborg Hancock, schwedische Supercentenarian
- 2024ː Patti McGee, US-amerikanische Profiskateboarderin

## Feier- und Gedenktage
- Kirchliche Gedenktage
  - Hl. Gallus, Missionar, Mönch und Schutzpatron (evangelisch, katholisch, orthodox)
  - Lucas Cranach der Ältere, Künstler (evangelisch)
  - Hl. Hedwig von Andechs, Herzogin von Schlesien (katholisch, der evangelische Gedenktag ist am 15. Oktober)
  - Hl. Marguerite-Marie Alacoque, französische Mystikerin und Ordensschwester (katholisch)
- Namenstage
  - Gerhard
- Gedenktage internationaler Organisationen
  - Welternährungstag (UNO) (seit 1979)
- Weitere Informationen zum Tag
  - USA: Boss Day (seit 1958)

Weitere Einträge enthält die Liste von Gedenk- und Aktionstagen.